# 国鉄キハ10系気動車
国鉄キハ10系気動車（こくてつキハ10けいきどうしゃ）は、日本国有鉄道（国鉄）が1953年から導入した一般形気動車のグループである。
「キハ10系」という呼称は国鉄制式の系列呼称ではなく、同一のシリーズとして製造され、1957年に形式称号が改正された際に主に10番台の形式名を付与された一連の形式群を趣味的・便宜的に総称したものである。
キハ10系気動車は、広義には、1952 - 53年に試作された電気式気動車キハ44000・キハ44100形・キハ44200形と1953年に試作された液体式気動車キハ44500形（キハ15形）およびそれらの改造車からなる狭幅車体の気動車群を包括するが、本項ではキハ17形以降の量産車およびその改造車からなる狭義のキハ10系について記載する。

## 概要
第二次世界大戦後の国鉄ではキハ41500形やキハ42500形などのディーゼル動車が運転されていたが、これらは総括制御が不可能な機械式気動車であり、輸送量の多い線区で使用するには新たに総括制御対応の気動車が必要とされた。そこで、1952 - 53年に電気式のキハ44000、キハ44100形・キハ44200形が、1953年には液体式のキハ44500形がそれぞれ試作された結果、重量や価格、性能などの面から液体式が有利であるとの結論が出された。
これら試作車の使用実績を反映した液体式ディーゼル動車の量産車として、1953年10月から導入されたのがキハ45000形をはじめとする一連の気動車であり、運転台の数や便所の有無、エンジン搭載数などにより区分された9形式728両が1957年までに全国各地に投入された。
本系列は国鉄の量産形気動車としては初めて液体式変速機を搭載し複数車両の総括制御を可能としたものである。現代に至るまでの一般形気動車の運用形態の多くは、本系列を以って確立された。また、車両の走行用機器類・制御回路等の基本構成の多くが以降の国鉄型気動車に受け継がれるなど、日本の鉄道技術史上において特筆される存在であるとされる。

## 形式一覧
| 形式       | 旧形式          | 車体 形状       | 便所 | 製造 初年 | 製造 両数 | 派生形式                       | 備考                       |
| ---------- | --------------- | --------------- | ---- | --------- | --------- | ------------------------------ | -------------------------- |
| キハ17形   | キハ45000形     | 片運転台        | 有   | 1953年    | 402両     | キユニ17形 キニ17形            | 1 - 205は 全席クロスシート |
| キハ16形   | キハ45500形     | 片運転台        | 無   | 1954年    | 99両      | キハユニ18形 キユニ18形        |                            |
| キハ10形   | キハ48100形     | 両運転台        | 無   | 1955年    | 70両      | -                              |                            |
| キハ11形   | キハ48000形     | 両運転台        | 有   | 1955年    | 74両      | キユニ11形                     | 101 - 111は 寒地向け       |
| キハ12形   | キハ48200形     | 両運転台        | 有   | 1956年    | 22両      | -                              | 酷寒地向け                 |
| キハ18形   | キハ46000形     | 運転台 なし     | 無   | 1954年    | 31両      | キハニ15形                     | 1 - 15は 全クロスシート    |
| キロハ18形 | キロハ47000形   | 運転台 なし     | 有   | 1954年    | 8両       | キハユ15形 キユニ15形 キニ15形 | 2・3等合造車 洗面所付      |
| キハ50形   | キハ44600形     | 片運転台        | 無   | 1954年    | 2両       | キハユニ17形                   | 2個エンジン車 試作車       |
| キハ51形   | キハ44700形     | 片運転台        | 有   | 1956年    | 20両      | キニ55形                       | 2個エンジン車              |
|            | キハユニ48000形 | 非貫通 片運転台 | 無   | 計画のみ  | （14両）  |                                | 郵便荷物3等合造車          |
|            | キユニ48100形   | 両運転台        | 無   | 計画のみ  | （7両）   |                                | 郵便荷物合造車             |
| 1. 2.      |                 |                 |      |           |           |                                |                            |

### 旧形式称号
本系列導入導入時の形式称号は1953年4月8日改正の車両称号規程に基づくものであり、気動車に関しては以下の通り定められており、キハ17 2号車を例にとると、この規程に基づく旧形式は、名称：3等ボギーディーゼル動車、記号：キハ、番号：45001、形式称号：キハ45000となる。
- 名称：客車の車軸配置（2軸ボギーなど）と用途（3等車、荷物車など）と、動車では機関別名称（ディーゼルなど）の動車名もしくは「気動制御車」、「気動附随車」を組み合わせる。
- 記号：動車の「キ」、気動制御車の「キク」、気動附随車の「キサ」に、客車と同一の用途別の記号（3等車：ハ、荷物車：ニなど）を組合わせる。
- 番号：10000 - 99999とする。
- 形式称号：上記の「記号」に同じ形式の車両の中の最初の「番号」の1の位を切捨てた数字を組み合わせる。

### 新形式称号
1957年4月1日の称号改正で気動車は新しい形式称号体系に変更され、その概要は以下の通りであり、キハ45001号車を例にとると、この規程に基づく新形式は記号：キハ、形式称号：キハ17、番号：キハ17 2となる。
- 記号：ディーゼル動車「キ」、ディーゼル制御車の「キク」、ディーゼル附随車の「キサ」に、客車と同一の用途別の記号（3等車：ハ、荷物車：ニなど）を組合わせる。
- 形式称号：記号と01 - 99の2桁の数字を組み合わせる（内規により、機械式：0、液体式・機関1台・車体幅2600 mm：10 - 19、同・機関2台・車体幅2800 mm：20 - 49、同・機関2台：50 - 59、同・大馬力：60 - 89、同・特殊車：90 - 99と分類する）。
- 番号：記号と3位以上の数字を組み合わせたものとし、数字の1, 2位は上記の形式称号の数字を用い、3位以降は1から順番に付番する。なお、百位の数字で番台区分をする場合は101、102など、各3桁の数字の1から順番に付番する。

その後、1964年7月30日に制定された車両称号基準規程により、気動車にも「形式群」が設けられ、形式群を表すための系列、構造別の呼び方（特急形、急行形、一般形、通勤形の4種）、動力伝達方式などが定められたが、キハ81・82・キロ80等の形式群が「系列：80系」（注：「キハ」は付されない）として分類されたのみで、本系列はその後改正された称号基準規程も含め、形式群の分類の対象にはなっていない。
一方、鉄道趣味雑誌ではキハ44000形、キハ44100・キハ44200形やキハ44500形（キハ15形）と、これらから改造された郵便・荷物車などを含む、車体幅の狭い初期の一般形気動車を広義に「10台形式気動車」と呼び始め、1980年代末より10系の呼称が広まった。また、キハ17形が最多両数の形式であったことから「キハ17系」と呼ばれることもあり、国鉄の気動車技術者であった石井幸孝（JR九州初代社長）は、「当時の気動車には系列の概念もなく、本来は『キハ17形』以外の何物でもないのである。」とした上で、「キハ17形のグループについて最も両数の多い形式を代表して『キハ17系』と呼称してよいだろう。」「『キハ10系』と呼ぶこともある。」と記している。
また、本グループが製造されていた時点での気動車は、2・3等合造車や2エンジン車など、一部に準急列車での使用を考慮した形式はあるものの、基本的には普通列車用として製造されており、「一般形」などの分類が登場するのは後年のことである。

## 構造
1953年に液体式試作気動車として開発されたキハ44500形の実績を基に開発され、標準的な電車や客車より車体断面の小さい軽量車体や性能を継承している一方で、キハ44500形は電気式試作車同様に80系電車に類似した前面非貫通2枚窓・片側3扉であったが、本系列では貫通型・片側2扉となり、総括制御により最大10両編成での運転が可能となっている。

### 車体

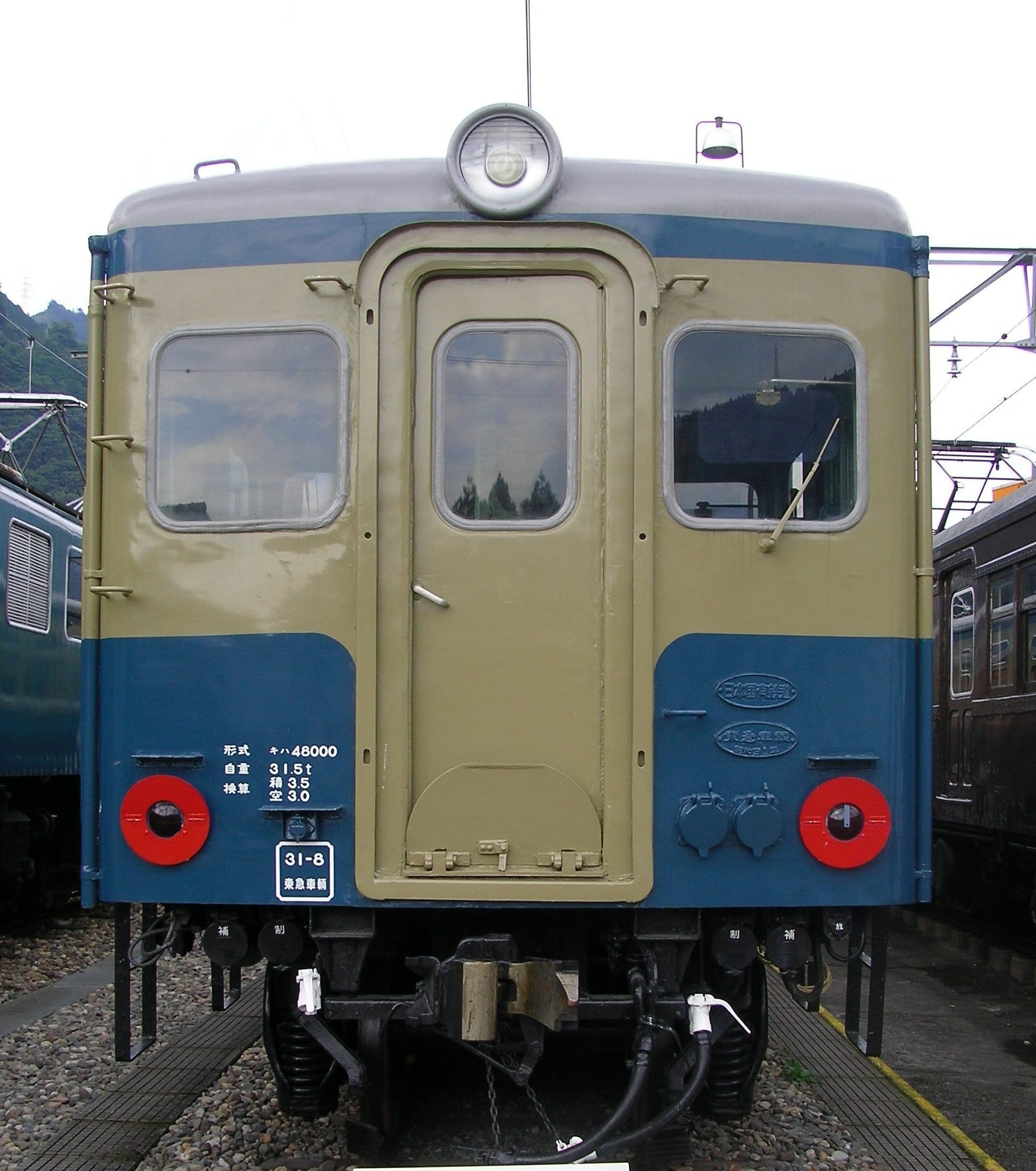
塗装や検査標記、前照灯など、外観を東急車輛製造での新製当時に近い状態に復元されたキハ48036（キハ11 26）の正面。尾灯周りの赤色は赤色後尾標識。佐久間レールパーク保存車、2009年撮影

鋼板および鋼板プレス材により構成された軽量構造であるが、窓下の補強帯（ウインドウ・シル）が車体外側に露出した古い形態を残す。雨樋はキハ44000系と異なり前頭部も縦樋が露出しており、初期車は前頭部の縦樋が車体隅にあったが、キハ45100以降の増備車では側面に移動している。設計全般には、当時の車両火災などへの考慮から、難燃・不燃材料などが多く取り入れられている。
車体幅は2603 mm、車体長は19500 mm、連結面間の全長は20000 mmでキハ44500形を踏襲しているが、通風器の変更でレール面から通風器までの高さが20 mm高い3710 mmとなり、屋根上面高さも3500 mmとなった。当時の電車や客車では車体幅2800 mmが一般的であったが、車体を軽量化するため、また、当時の車両限界の第1縮小限界ではレール面上965 mmまでは幅2642 mmであり、乗降扉下部にステップ（下面がレール面上約810 mm）を設けるためには車体幅をこれ以内とする必要があったため、車体幅が2603 mmとなっている。
構体の構造もキハ44500形を踏襲しており、同形式に引続いて鋼板張りの屋根および床にも荷重を負担させる、いわゆる張殻構造と呼ばれる構造とし、また、側柱、垂木、台枠の横梁を同一面に配置して一つの輪状としたシェル構造と呼ばれた構造とすることで剛性を確保しており、台枠と側構、側構と屋根の間はリベット結合となっている。また、構体の側柱、根太、垂木に形鋼に代わってプレス材を使用することで軽量化を図っており、外板は1.6 mmの鋼板を、床板も1.6 mm厚の平鋼板を溶接したものとなっている。台枠は、1953年度1次債務から、1955年度1次債務までのキハ17形はUF217、1953年度2次債務までのキハ18形はUF221をそれぞれ使用している。これらの台枠は、形鋼を使用せずにプレス鋼を溶接組立てすることと、車端荷重は枕梁から側梁に伝える構造として中梁を小型化したこと、横梁に軽量穴を設けることにより軽量化を図っているほか、台枠上面には側構との接合のため、約80 - 100 mm間隔で13 mm径のリベット穴が設けられている。
キハ17形、キハ18形に続いて1954年度本予算車として導入されたキハ50形は、機関を2機搭載することに伴う台車中心間距離および重量の増加に対応するために以下の通り車体構造が変更されている。
- 台枠の側梁と端梁を4.5 mm厚のプレス鋼から6.5 mm厚の溝形鋼に変更、中梁は4.5 mm厚と6 mm厚の混用から、ほぼ全てを6 mm厚に変更[22]
- 台枠と側構、側構と屋根の間のリベット結合を止め、溶接に変更
- 屋根の縦桁および、側構の幕板補強、内幕板補強を強化

その後、キハ18形は1955年度1次債務車から、キハ17形は1955年度2次債務車からキハ50形の設計が反映され、台枠は、出入口部側梁もしくは端梁の形状の変更、側梁と端梁を4.5 mm厚のプレス鋼から6.5 mm厚の溝形鋼に変更、側構結合用のリベット穴の廃止などを行なったUF224（キハ17形）もしくはUF225（キハ18形）となっている。同様にキハ17形の1955年度2次債務車などからは構体骨組が変更され、台枠と側構、側構と屋根の間がリベット結合から溶接に変更となっている。また、1955年度1次債務以降に導入されたキロハ18形（UF227）、キハ10形（UF230） 、キハ11・12形（UF231）、キハ16形（UF224）、キハ51形（UF235）も同様の台枠構造および車体構造となっている。
キハ44500形からの大きな変更点の一つは、運転室付の車両が編成中間に連結された際に編成内を通り抜けられるよう、正面貫通式運転室としたことである。以後の国鉄気動車は特急形も含めほとんどがこれを踏襲し、列車の増解結の自由度を上げることによる柔軟な車両運用を可能とした。貫通扉は内開き戸で、開口幅は600 mm、運転室前面窓は幅610 mm × 高さ610 mm、乗務員扉は落とし窓付きの内開き戸で、幅は500 mmである。
側面は中・長距離客車列車の置き換えも想定した片側2扉で、先行して製造されたキハ44100形に近く、車体両端にステップ付の客用ドアを配置し、扉幅はキハ45000形と同じ850 mm、レール面上からステップまでの高さは970 mmとされた。床面高さは床下に縦型の機関を搭載するため1250 mmとなっており、ステップの設置により地方線区で一般的な高さ760 mmのプラットホームから乗降可能な高さ設定されたが、一方で、実際には正規の高さがないプラットホームが相当あり、さらに段数を増やしたりステップを低くする検討がなされたが、設計上の困難さから断念された。
客用扉は、長編成化に伴う保安性向上、運転時間の短縮、冬季における車内の保温と地方線区向け車両としてのコストダウンとの両立を考慮し、開扉は乗客の手動により、閉じるときにのみ自動で動作する半自動ドアとされた。これに応じた新型の小型ドアエンジンであるTK5型を装備している。このドア閉動作は運転台からの総括制御により、編成全体で動作した。ドア開状態の時はステップのフットライトが点灯して足元を照らすとともに、開状態を乗客に知らせることとし、車外の乗客からもわかるように扉下部に窓を設置している。
客室側窓は1953年製のキハ44000形2次車以降と同様の、上段をH断面ゴム（Hゴム）支持固定、下段を木製枠の上昇式とした、いわゆる「バス窓」である。北海道用のキハ12形の側窓は防寒のため二重窓とし、外窓は他形式同様のもの、内窓は下段が一段上昇式、上段が蝶番による開閉式となっている。
1956年製のキハ17 321 以降など、1956年度1次債務車以降は便所流し管からの吹戻し対策として、トイレの窓が開閉式からHゴムによる固定式窓とその上部のカバー付鎧戸に変更となり、トイレおよび水タンク室の窓下補強帯が省略された。
連結器は小型密着自動連結器が採用された。従来の機械式気動車では軽量化のため簡易構造の連結器が使用され、キハ44000系とキハ44500形では6両編成まで対応可能な、引張強度25 tの小型自動連結器が使用されたが、本系列では最長10両編成で運用することを想定し、連結器の強度は25 tとされた。連結時の隙間が小さいため衝動が少なく、かつ従来の並形自動連結器との連結も可能である。ジャンパ連結器は制御・ブレーキ指令用のKE53×2本とされた。
客室屋根上のベンチレーターは80系電車で採用されたものと同方式の片面押込式のものを搭載している。これは開口部が進行方向の場合には外気が押込まれ、逆の場合には室内気が吸出される構造となっており、室内天井にはアルミ製の円形の整風金具が設けられている。1956年度1次債務車からは、車掌台の通風改善のため運転室側車端部の1箇所が両押込式のものとなり、また、正面運転台窓下部に通風口が設置されている。
車体塗装は以下の通りであった
- 導入当初：青3号■（腰板、幕板）と黄かっ色2号■（窓周り）の塗り分け（旧一般色）
- 1959年以降：朱色4号■（腰板、幕板）とクリーム4号■（窓周り）の塗り分け（新一般色）
- 1976年以降：朱色5号■の1色塗り（首都圏色）

このうち、朱色5号の1色塗りは1975年2月に相模線のキハ10 61で試験採用されたのが始まりで、キハ40系が導入開始された1977年に正式採用されて日本全国に拡大した。そのほか、一時的にクリーム2号■に赤2号■の帯を窓下に入れた準急色となった車両があり、急行「かすが」や準急「日光」の増結車両などで運用された実績がある。また、赤11号■（窓周り）とクリーム4号■の急行色となった車両もあり、1970年時点でキハ51 19（盛岡機関区所属）が花輪線で運用されていた。

### 内装

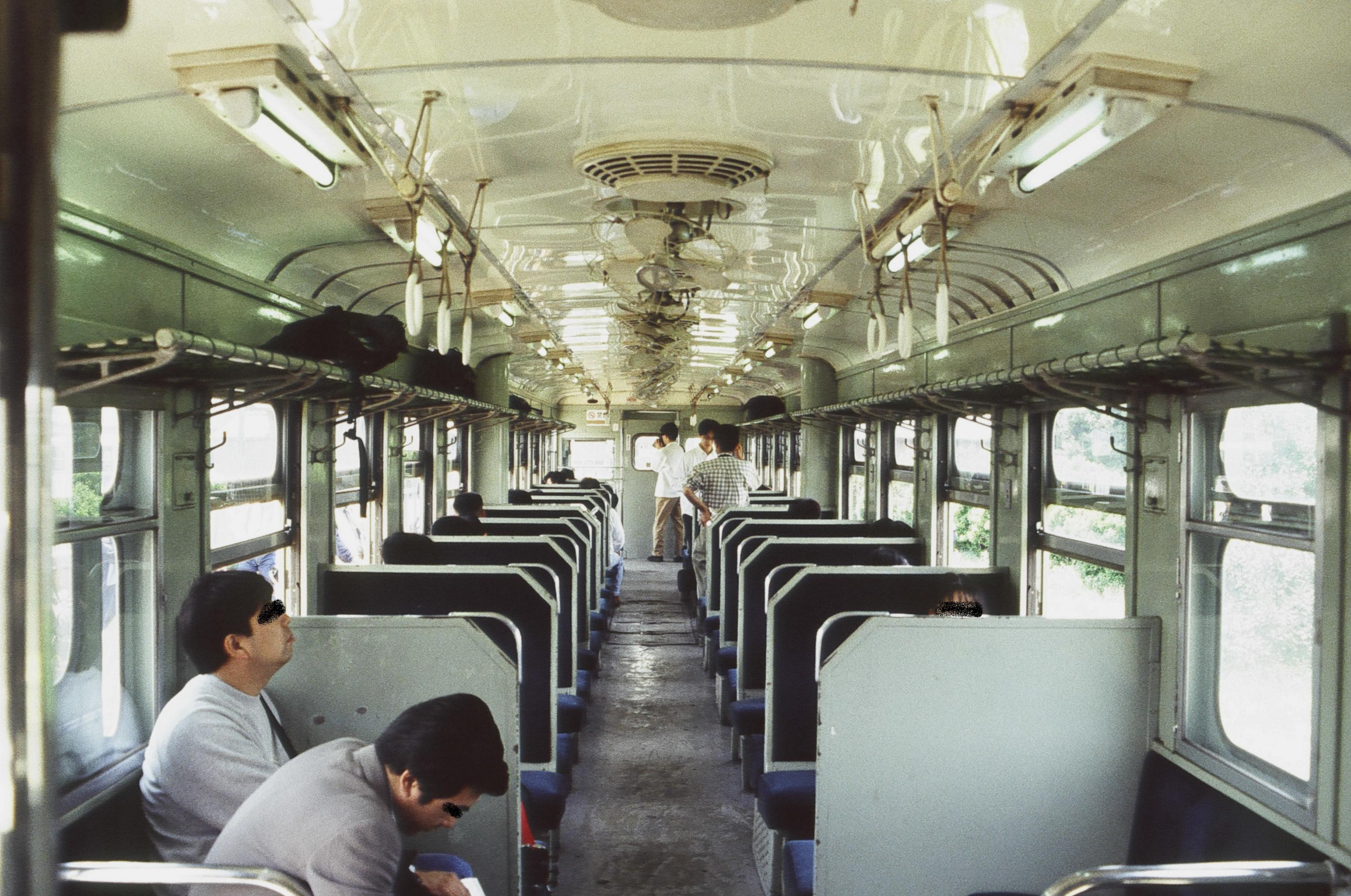
車内、蛍光灯化・扇風機設置等は後年の改造

ベニヤ板に耐火塗料を塗布した当時としては一般的なもので、照明は白熱灯であり、キロハ18形の一部を除き扇風機は設置されていなかった。
内装は、キハ44000系では床は木製・リノリウム張り、側羽目はベニヤ板、天井にアルマイト処理を施した無塗装アルミ板を使用し、キハ44500形では、天井は同じくアルマイト処理アルミ板で、床が鋼板・アスファルト系床材もしくはリノリウム張り、側羽目は合板にメラミン化粧板を張ったものとなったが、本系列ではコストの関係で側羽目はベニヤ板、天井は耐火合板に戻され、床板はキハ44500形と同様の鋼板・アスファルト系床材張りとなっている。
当初床材に使用されたアスファルト系床材が耐油性に劣っていたため、1954年度本予算車のキハ50形と1955年度2次債務車以降は塩化ビニル系タイル張りに変更となったが、このタイルも経年により剥がれてくることから、1956年度1次債務車以降は酢酸ビニル系の床材張りに再度変更されている。
側羽目については、1955年度2次債務車以降のキハ17 216以降とキロハ18 6以降およびキハ10形、キハ11形、キハ16形は合板厚を変更して側構厚を81.5 mmとすることで室内幅を2440 mmに拡大し、通路幅を10 mm拡大している一方で、北海道用で二重窓のキハ12形は側構厚が90.5 mm、室内幅は2422 mmとなっている。さらに、1956年度1次・2次債務・民有車のうち後期に製造されたキハ17形、キハ10形、キハ11形、キハ12形は10系客車などと同じハードボードにビニールクロスを貼ったものに変更されており、後のキハ55系でも同じものを使用している。
便所設置車のうち、キハ17形、キハ51形、キロハ18形は車端部に便所を、その反対側の機器室内に容量500 lの水タンクを置いている。両運転台のキハ11・12形ではスペース節減のため、キハ20形と同様に便所を運転台助士席側直後に半分めり込ませたようなレイアウトを採り、かつ、便器をトイレ内の対角線に沿って配置し、反対側に水タンク室を設置している。一方で、キロハ18形は2等客室側に便所の他に独立した洗面所も設けている。
キハ10系は運転席周りの前後スペースが窮屈で移動しにくかったため、初期に見られた準急列車・快速列車運用では、タブレット閉塞区間の通過駅で運転台側がホームとなる場合、運転助士はタブレット授受に難渋したされる。この問題を避けるため、気動車不足であった1950年代末期の準急列車には、運転席後方にゆとりがあり、乗務員がタブレット授受をしやすい準急形のキハ55系を先頭車とし、中間車を本系列とした混成編成が関西本線などで見られた。

#### 座席
3等室の座席はクロスシートを基調とし、車体幅が狭いため、客車よりも座席幅が小さくなる代替として、シートピッチはスハ43系客車の3等車（1470 mm）と80系電車の3等車（1400 mm、200番代以前）の間となる1430 mm（キハ10形、キハ50形は1450 mm）を確保した。1953年度1次・2次債務の車両（キハ17 1 - 205、キハ18 1 - 15）は、全てクロスシートの配置であったが、1954年度本予算以降の車両（キハ17 206以降、キハ18 16以降とその他形式の全車）では、ラッシュ時等の混雑緩和のため車端部のクロスシートがロングシートに変更された。
座席本体は、1953年度1次・2次債務の車両は、奥行（背摺を含む）は80系の475 mmより深く、スハ43系と同じ500 mmを確保したが、機械式気動車や電気式・液体式試作気動車同様の軽量化のため背摺の高さを800 mmと低くしたものであった。また、骨組はプレス鋼、クッションの詰め物はヘアーロック、表地はコストの面からビニールクロスとし、座面のばねはコイルばねと板ばねを組合わせたものとした。座席詰物のヘアーロックは馬毛をゴムでスポンジ状に固めたもので、80系2等車の座席で初めて使用されて好成績をおさめていたもの、ビニールクロスの座席表地は80系・70系の2等車やモハ71形の座席に使用されていたものである。
座席配置が変更された1954年度本予算以降の車両では座席本体も変更され、背摺りは背中合わせの乗客と頭がぶつかるのを防ぐため1100 mmに高くする一方で、座席間隔を広げるために片側25 mmずつ薄くした（座席枠の鋼板製の中板にクッションを取付ける構造）ほか、座面クッションのばねを客車と同じネットスプリング式のものとし、肘掛けは省略した。なお、キロハ18形の1956年度1次債務車（キロハ18 6 - 8）とキハ51形は準急列車での使用を考慮して座席表地をモケット張りとしている。
また、キロハ18形の2等室は固定クロスシートで、シートピッチは80系サロ85形の1910-1965 mmや70系サロ75形の1950 mmと、31系以降の旧型国電2等車で標準の1760 mmの間の1850 mmを確保し、座席の奥行（背摺を含む）は80系や70系の680 mmより浅い625 mmとしている。また、3等室の座席同様、1956年度1次債務車は座席表地をモケット張りとしている。
初期に製造されたキハ17形の1953年度1次債務・2次債務車は1956年度に後位側ドア付近のクロスシートをロングシートに変更して立席を広げている。
地方線区の普通列車用であるため、背ずりも軽量化のために中板がなく、枠が詰め物を囲うだけの簡易な構造とされ、背中合わせに座った客の動きが互いに伝わってきたと伝えられている。布団上掛けは同時代のバス同様にビニール張りであったが不評で、後にモケット張りに改められた。室内幅が狭いことからゆとりが少なく、台車構造（後述）も伴って乗り心地は良くなかった。

#### 暖房装置

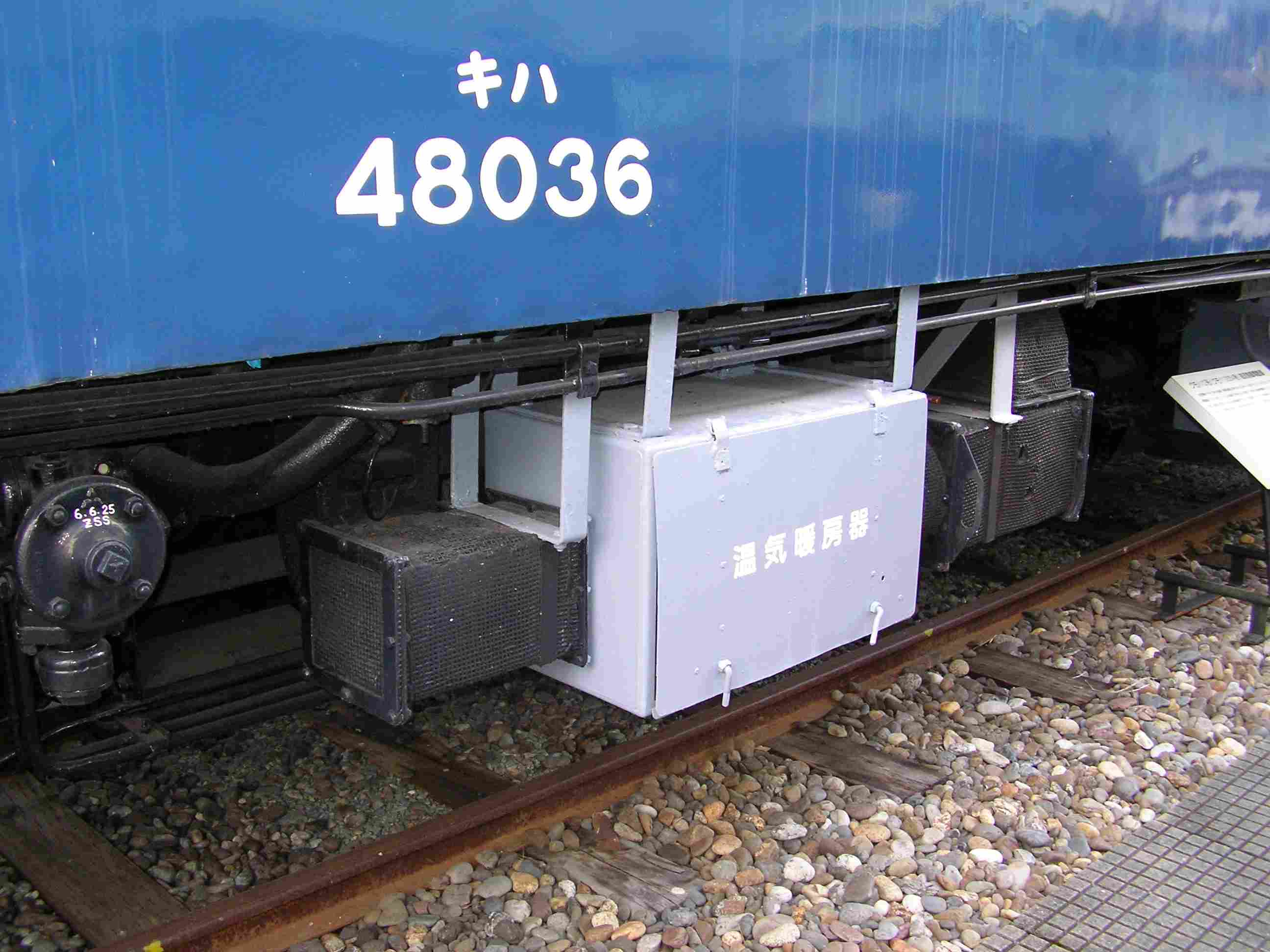
床下の温気暖房器。車体左右に1基ずつ合計2基を装備する。佐久間レールパーク保存車・キハ48036

当初は戦前の機械式気動車以来の、熱交換器でエンジンの排気ガスによって車内空気を熱する排気暖房方式のものであった。本系列のものは、機関冷却水・機関潤滑油・液体変速機油用ラジエターを通過した冷却気を送風機で熱交換器を兼ねた機関の排気消音器内に送ることにより2段階で熱交換を行うもので、暖気は車体中央部から客室内床面上の左右隅部に設置されたダクトを経由して室内に送り込まれる。また、客室中央の左右壁面内側に排気管を配置する屋上排気方式として床下の暖房用吸気口と排気口を離すことにより、客室への排出ガス流入を抑制している。車体内を通る排気管は外部を防熱用の石綿で覆い、さらに32.5 mmの間隙を開けて鋼板で覆っており、この間隙部の空気を屋根上排気口部に設けたガーランド式ベンチレーターで走行中に吸出すことで鋼板の過熱を防止している。
しかし、この方式は機関の運転状態によって能力が変動する上に能力が低く、また、車内の空気を循環させるのではなく、都度外気を熱交換して車内に送る仕組みであったため、特に極寒地の北海道では暖房の効きの悪さがが問題となった。このため、1954年度以降製造の寒冷地むけの車両では軽油燃料による独立した温気暖房装置（石油ファンヒーターの一種）を搭載した。
各種比較の結果、三國商工がドイツのヴェバスト社からバス用温気暖房器の技術を導入して国産化した「三國ヴェバスト式」（ウエバストとも）、または類似設計で五光製作所が製造した「五光式」（ゴコーヒーター）の2種類が採用され、1958年にキハ22形で温水暖房が採用されるまでの寒冷地向車両の標準方式となった。
また、当初は運転台周囲の暖房装備も不十分で、運転士の作業環境に難があり、後年改良が図られている。

### 主要機器

#### 機関・変速機

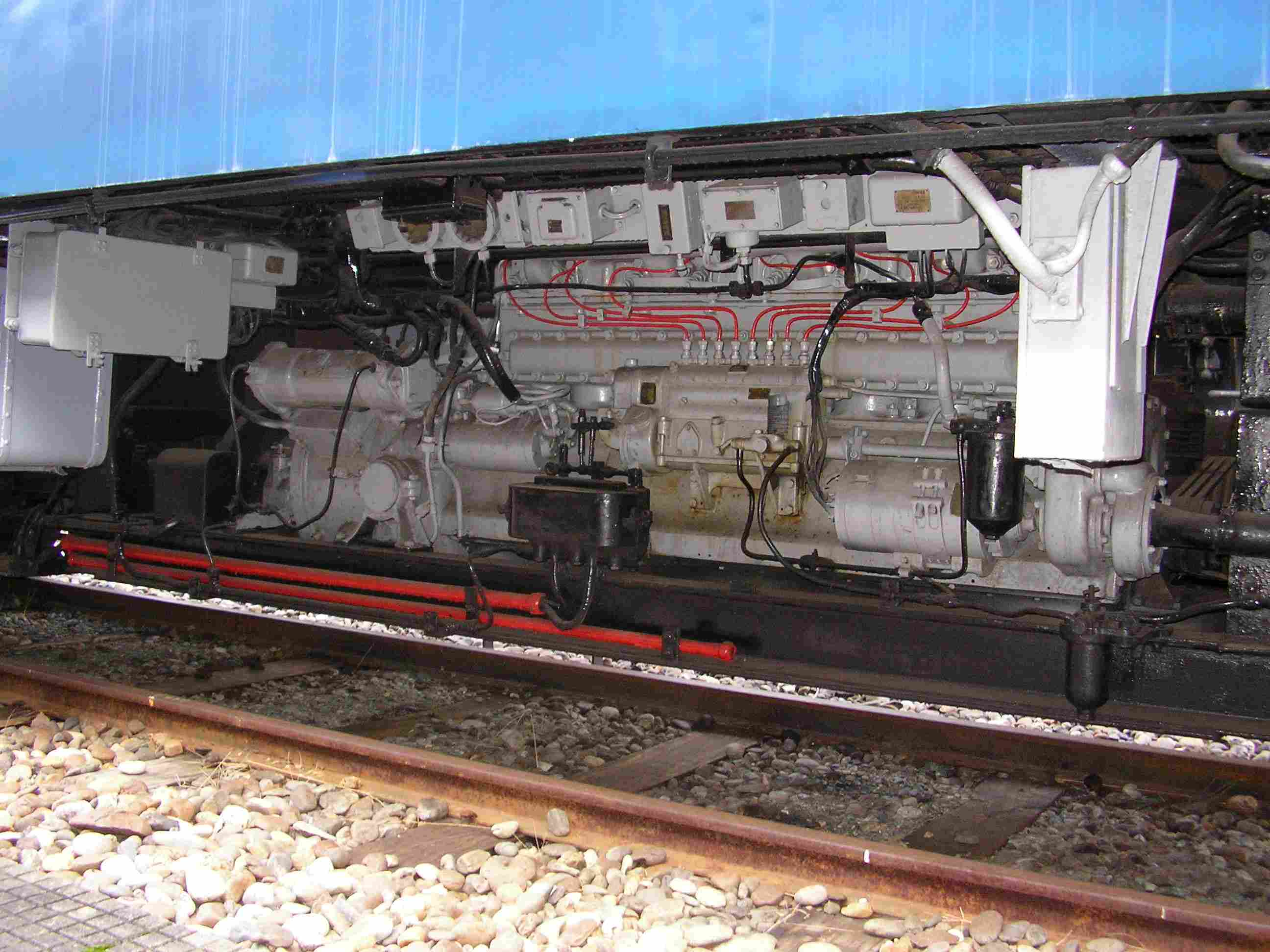
DMH17機関。佐久間レールパーク保存車・キハ48036

機関はキハ44500形と同じDMH17B形ディーゼル機関（160 PS / 1500 rpm）を1基（キハ50, 51形以外）もしくは2基（キハ50, 51形）搭載した。液体変速機もキハ44500形と同じ振興造機製TC2と、これと同性能の新潟コンバーター製DF115を搭載する。
DMH17Bはキハ42500・キハ42600形に搭載されたDMH17（1958年にDMH17A (2代)に改称）の1952年度までに製造のものからは、渦流室式から予燃焼室式とするとともに圧縮比を16から17として定格出力を150 PSから160 PSとしているほか、燃料制御装置と潤滑油冷却器が変更となっており、また、キハ44000、キハ44100形・キハ44200形に搭載されたDMH17A (初代)とは、同様に予燃焼室式となったことのほか、ハズミ車とそのケース部などが異なっている。
TC2とDF115はクラッチ部分は異なるがその他の部分はほぼ同様のもので、前者は圧縮空気動作式の乾式単板クラッチ、後者は油圧動作式の湿式多板クラッチとなっており、いずれもコンバータ油には軽油を使用している。
機関と変速機は車体床下に吊り下げられた機関台枠に搭載され、動力は伸縮用のスプラインとユニバーサルジョイントを有するプロペラシャフト、台車の横梁に2本の平行リンクで結合して支持され、かさ歯車と平歯車にで構成される、終減速機を兼ねた逆転機を経て、台車の車体中央側の車軸に伝達される構造である

#### 制御機器・補機
運転台に設置される主幹制御器は、キハ44500形向けに開発されたMC18形を一部変更したMC19形を装備する。エンジンの燃料噴射量および液体変速機と逆転機の動作を電磁弁で遠隔制御する基本はMC18形踏襲しつつ、逆転・変速ハンドルを逆転ハンドルと変速ハンドルに分離し、新たに装備した自動扉の扱いに対応する電磁弁回路を追加したものである。以後、国鉄末期までの多くの気動車で標準採用された。
主幹制御器の燃料制御ハンドルは「停」（機関停止）「切」（機関アイドル）「1 」- 「5」（力行）の8段でエンジン付属の燃料制御装置の3個の電磁弁のON/OFFを遠隔制御して燃料の量を調整する。この燃料制御装置は、電磁弁で制御される空気シリンダ3組とこれらを結ぶリンクを組合わせたもので、各電磁弁のON/OFFに応じた各空気シリンダの伸縮をリンクを介して燃料噴射ポンプの燃料加減テコの角度に変換する仕組みとなっており、キハ44500形のほか、戦前に南満洲鉄道が導入した総括制御式気動車のケハ6型（機械式）、ケハ7型（液体式）とも同じ方式となっている。
変速ハンドルは「変」「中」「直」の3位置で変速機の変速用と直結用の2個の電磁弁を遠隔制御して液体変速機の変速・中立・直結を切換えるもので、TC2は圧縮空気でクラッチを動作させる電磁空気制御式、DF115のクラッチは油圧で動作し、その油圧切換弁を電磁空気式制御する方式となっている。また、逆転ハンドルは「前」「中」「後」の3位置で逆転機の前進用と後進用の2個の電磁弁を遠隔制御して切換用空気シリンダを動作させることで前進・中立・後進を電磁空気制御で切換える。
このほかの制御機器として、運転台には編成中の運転台の「前」「中」「後」の各位置を設定する切換スイッチ、エンジン始動時に始動電動機と予熱栓の「切」「予熱」「始動」を切換える機関始動スイッチが設置され、床下には編成中の故障した車両の制御回路の「切」「入」を切換える制御回路開放器が設置されており、これらは「中立」位置で抜取った変速ハンドルで操作するものとして運転中の誤操作を防止している。
制御回路などの制御用電磁弁の電源は編成の先頭の車両の蓄電池から、戸閉回路の電磁弁の電源は最後尾車両の蓄電池からそれぞれ編成全車に供給される回路となっており、最大10両編成の総括制御が可能な設計となっているが、現車試験では、制御回路の電線の電流容量の制限等により8両が最大両数（編成の最後尾車で電灯回路を扱い、負荷電流を前後車で分散することで最大12両）との結果であった。蓄電池は、1基エンジン車は当時の客車と同じTRE16を搭載し、電圧24 Vで容量は320 Ah（5時間率）であった一方、2基エンジンのキハ50形、51形は蓄電池を2基搭載する代わりに1基あたりの容量を小さくすることとして自動車用で電圧12 Vの8DGを2個1組で使用し、容量は200 Ah（20時間率）となっている。
充電発電機は、当初はエンジンの冷却水ポンプ駆動軸から駆動される端子電圧直流28 V、出力1 kWの直流分巻発電機を1基搭載していたが、必要な充電電圧を確保するためには約1000 rpm（機関回転数770 rpm）以上が必要で、機関のアイドリング中（約450 rpm）は充電ができなかったため、充電容量が不足していた。このため、1955年度2次債務車からは、推進軸からベルト駆動される出力1 kWの充電発電機が追加され、2エンジン搭載のキハ50形、キハ51形では各エンジン毎に計4基の発電機を搭載している。

#### 台車

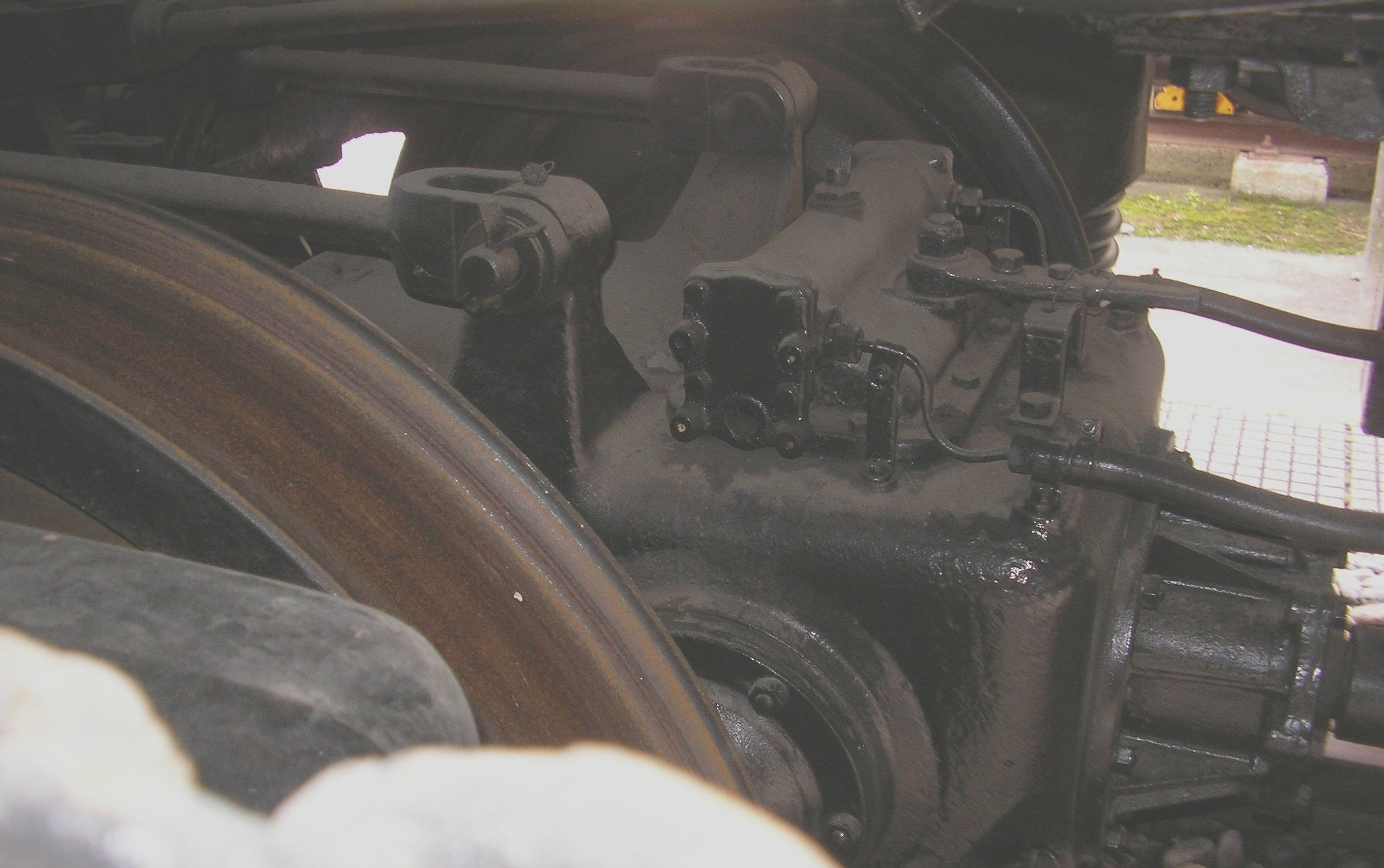
台車に架装された逆転器の2本リンク部分と、遠隔操作で逆転機を切り替えを可能とするエアシリンダ。キハ48036

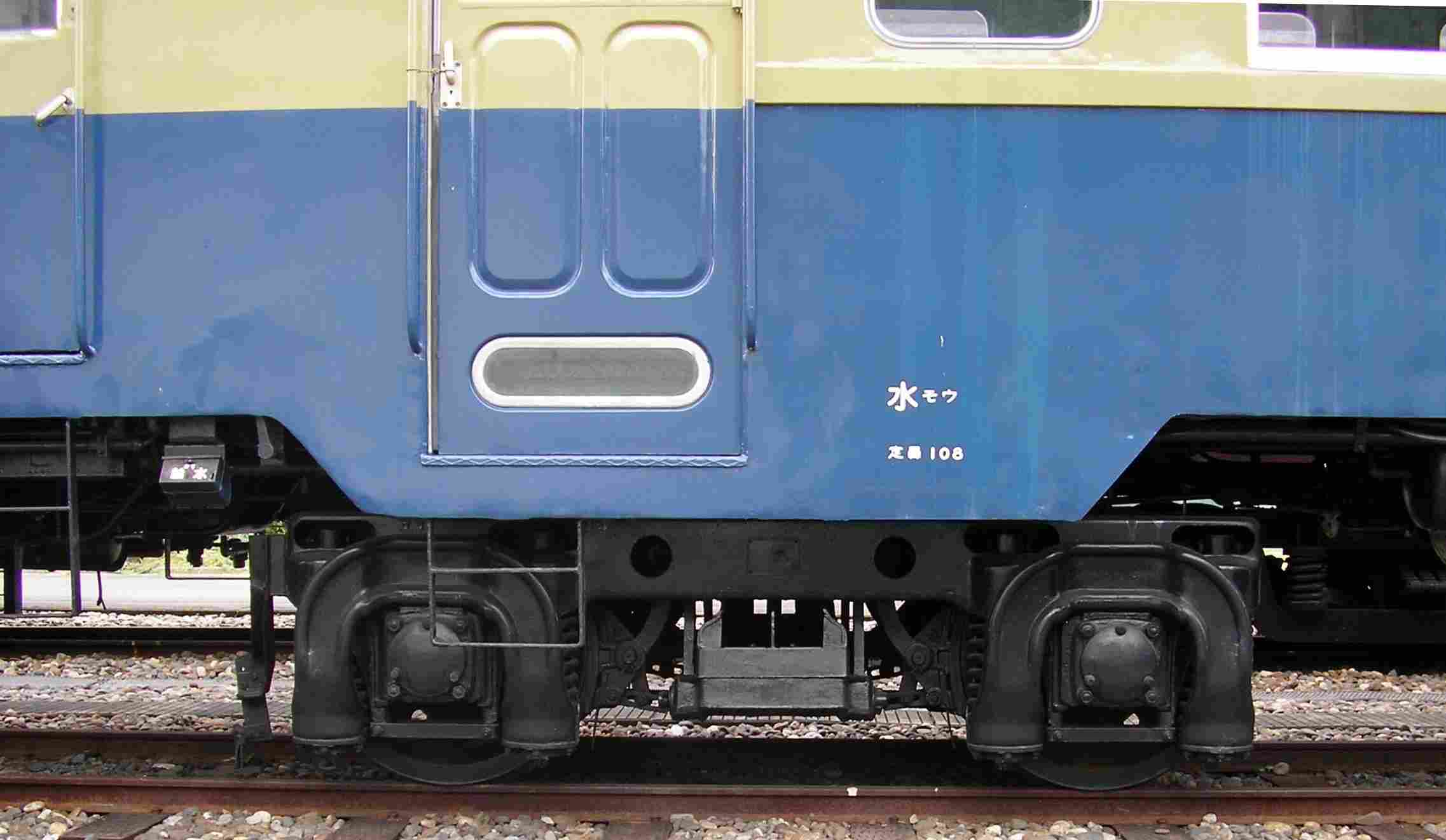
TR49形台車。佐久間レールパーク保存車・キハ48036

キハ44500形で採用された軸距2000 mmのDT19系台車が引き続き採用され、エンジン1基搭載の各形式は動台車のDT19と付随台車のTR49を1基ずつ、エンジン2基搭載の形式のうちキハ50形はDT19Aを、キハ51形はDT19Bをそれぞれ2基使用している。これらは、電気式のキハ44000系用のDT18をベースとした、鋼板をプレス加工した部材を溶接で組立てた台車枠と、枕ばねの代わりに防振用ゴムブロック配置した揺れ枕、オイルダンパ―併設の軸ばねを特徴とする軽量台車であった。DT18台車からは、主に駆動装置の変更と軽量化を目的とした変更がされており、主な変更点は以下の通り。
- 電気式から液体式の変更に伴い、駆動装置取付関係箇所を変更
- 軸距を2300 mmから2000 mmに短縮
- DT18の台車枠の強度試験結果を踏まえ、側梁の板厚を12 mmから9 mmに変更
- 制動時の、制輪子による車輪上下動の抑制を緩和して乗り心地を改善するため、基礎ブレーキ装置を、DT16のものをベースとして一部部品を共用していた両抱式のものから、片押式のものに変更。
- 台車枠は、上記基礎ブレーキ装置の変更に伴って端梁を省略したほか、横梁と揺枕を鋳鋼製のものから9 mm厚鋼板のプレス製のものに変更し、全溶接構造化。

一方、揺れ枕、軸ばねなどの構造はDT18と同一で、軸ばねのオイルダンパも同形式であるなど多くの部品が共通であるほか、心皿荷重1 tあたりの軸ばね撓み量も同じ約8.1 mmとなっている。
軸ばね装置は軸箱の左右に軸ばねを配置し、ヤジロベエ式に中央で釣り合いを取る鞍型ウィングばね構造で、これは汽車会社が京阪電気鉄道や南海電気鉄道向けに納入した高速電車用台車で実績を積んでいた方式であった。軸ばねはコイル径190 mmと130 mmのコイルばね2本とOD1形オイルダンパを入れ子式に配置したもので、オイルダンパは圧縮時には作用せず、伸長時のみダンパ作用を有する片効き式のものとなっている。一方、台車の軸距を短縮するため、枕ばね装置は省略され、代わりに揺れ枕と揺れ枕受の間に防振用ゴムブロックを片側6個、1台車計12個使用して、上下左右前後の各方向のびびり振動を吸収する方式とし、また、左右動や横揺れの対応として長さ600 mmの揺れ枕吊を使用し、前後動の対応として心皿を低い位置に設置しており、車体荷重は心皿 - 揺れ枕 - 防振ゴム - 揺れ枕受 - 揺れ枕吊 - 台車枠 - 軸ばね座 - 軸ばね - 釣合い梁 - 軸箱 - 輪軸の順で伝達される。
キハ50形に使用されたDT19Aは部品の互換性を考慮しつつ、DT19を一部改造したもので、車両重量増に伴い軸ばねの撓み量が大きくなることから、軸ばね座に25 mmのライナーを挿入し、また、釣合い梁の板厚を9 mmから12 mmに変更している。キハ51形のDT19Bはブレーキシリンダー設置位置が床下の車体内側から車体端側に変更となったことに伴い、DT19Aから基礎ブレーキ装置関連の変更をしたものである。

ゴムブロックによる枕ばねは当時の自動車や鉄道車両でのゴムばねの採用事例に影響を受けての採用である乗り心地を支配する枕ばねにゴムブロックを用いたこれらの台車では、DT19・TR49の設計時に金属ばねとの違和感を低減するため、軸ばねの容量を大きくするなどの対策を講じたが、過積載時の安全率を見込む必要から大きくばね定数を下げることは出来ず、乗り心地はやや硬めで、低速域、特に、押し付けられた制輪子が車輪の上下動を抑制する制動時に速い上下動を伴うものとなり、乗心地は良くなかった。

#### ブレーキ
空気ブレーキ装置はキハ44000形、キハ44100形・キハ44200形、キハ44500形と同じDAブレーキ（片運転台車はDA1、両運転台車はDA1A、運転台無しの車両はDA2）を搭載しており、これは、電車用AEブレーキ、AREブレーキや客車用AVブレーキに広く使用されていたA動作弁（鉄道省により1929年制式採用）を使用する気動車用元空気溜管式自動空気ブレーキとなっている。
1934年から国鉄機械式気動車で使用された直通ブレーキ・自動空気ブレーキ兼用のGPSブレーキは2両編成までを想定したものであった一方、DAブレーキは編成運転を前提とし、部品および取扱いを電車を共通としたものとなっている。なお、電車では1932年から電磁吐出弁用電気接点を有するME23ブレーキ弁を用いるAEブレーキが使用されていたが、気動車は運転間隔の長い線区で使用されるため、将来的にも電磁吐出弁は装備しないこととして電気接点のないM23ブレーキ弁を使用している。一方で、勾配の多い線区での運用を考慮して電車では使用していなかった「保ち位置」を活かすようA動作弁取付座の吐出口とM23ブレーキ弁を設置するKB5脚台の間をユルメ管で接続しており、ブレーキ弁を保ち位置とした際に編成全車のA動作弁はユルメ位置となるが、先頭車のみブレーキをかけたままとすることが可能となっている。このDA系ブレーキは、本形式以降、引続きM23系ブレーキ弁とA動作弁を使用しながら、中継弁と増圧シリンダを追加して油圧ブレーキシリンダ式としたキハ57系のDARブレーキ、油圧ブレーキシリンダ・電磁自動式のキハ80系のDARS、電磁自動式のキハ58系の長編成対応車のDAEブレーキといった発展形も含め、DMH17系エンジン搭載の国鉄液体式気動車のほぼ全形式に装備されている。
ブレーキシリンダは車体床下に装架され、キハ44000形以降の車両と同様に1基のブレーキシリンダで1台車を制動する1両2シリンダとした。この方式はキハ44000形において、ブレーキ引棒と床下に搭載したエンジンの干渉を避けてブレーキシリンダの設置を容易とすることと、基礎ブレーキ装置の簡略化のために採用された方式で、将来の自動隙間調整装置の装備も考慮されており、結果として1949年設計の80系電車等と同様の保安度向上策ともなっている。
ブレーキ、乗降扉用の圧縮空気は、1台エンジン車は1935年以降に製造された機械式気動車とキハ44000形、キハ44100・44200形、キハ44500形に使用されているC600形直列3気筒空気圧縮機で、エンジン側面に装備されてベルト駆動される。2台エンジンのキハ50形・キハ51形はエンジン1台あたりの負担を下げるため、キハニ5000形、キハ40000形と1934年製までのキハ41000形に用いられていた、C600形から1気筒を減じたC400形直列2気筒空気圧縮機を装備している。本系列より、編成各車の空気圧縮機の負荷を均等にするためにアンローダ弁を一斉制御する機能が付加されている。

## 新製形式
キハ10系は片運転台車の比率が非常に高く、中間車も存在する点が特徴である。これは、開発時は従前の客車列車をそのまま置き換える長編成を想定していたことや、関西本線や房総各線、鹿児島本線などの輸送量の大きい非電化区間に導入されたことによる。しかし、実際の運用状況に鑑み、機動性確保の面から運転台付車が少ない車種構成は見直され、遅れて両運転台車が製造され、後続のキハ20系一般型気動車は両運転台車に重点を置いて増備され、その他の形式も運転台付車両が主体となった。

### キハ17形（キハ45000形）
便所付き片運転台車で、1953 - 57年に402両が製造された。本系列の基幹形式で、北海道を含む日本各地に配置・運用された。
1955年度2次債務車のキハ17 247 - 270は温気暖房装置、乗務員室・トイレの暖房、機関カバー、ヒーター付空気笛、デフロスタ等を装備した寒地向け車両、1956年度民有車両のキハ17 345 - 402は床下機器配置を寒地向け車両と合わせ、温気暖房装置を搭載して寒地向けに改造可能な仕様としている。
11両がキユニ17形に、5両がキニ17形に改造された。また、老朽化による廃車は1973年から1981年にかけて実施された。

### キハ16形（キハ45500形）

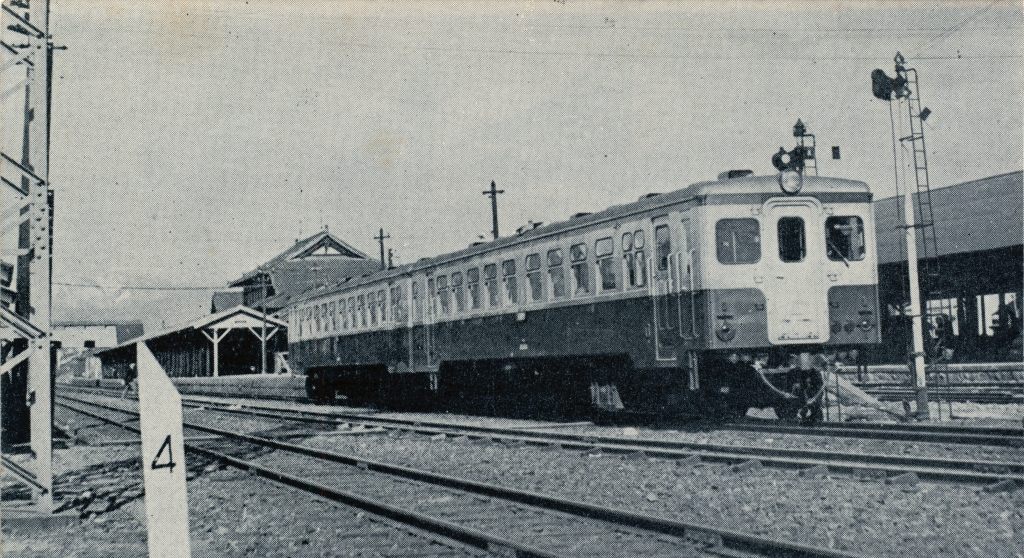
キハ45500形

便所なし片運転台車で、1954 - 55年に99両が製造され、日本各地に配置・運用された。車内は全車がキハ17 206 - と同様の、客用扉付近にロングシートを配し、座席に背ずりの高いものを配置したものとなっている。定員は106人（座席82人、立席24人）である。
8両がキハユニ18形に改造され、そのうち6両がキユニ18形に再改造されている。1974 - 80年に廃車された。うち4両が島原鉄道に譲渡されたが、キハ17形と同じく1986年までに全廃されている。

### キハ10形（キハ48100形）
便所なし両運転台車で、1955 - 57年に70両が製造され、北海道と四国を除く各地に配置された。定員は92人（座席76人、立席16人）である。
1956年度民有車両のキハ10 51 - 70は床下機器配置を寒地向け車両と合わせ、温気暖房装置を搭載して寒地向けに改造可能な仕様としている。
老朽廃車は1975 - 81年に実施され、他形式には改造されていない。

### キハ11形（キハ48000形）
便所付き両運転台車で、1955 - 56年に74両が製造され、定員は88人（座席74人、立席14人）である。このうちキハ11 1 - 16は温気暖房装置、乗務員室・トイレの暖房、機関カバー、ヒーター付空気笛、デフロスタ等を装備した寒地向け車両、キハ11 101 - 111は北海道向けの寒地対応強化車である。キハ11 100番台の外観上の特徴として、客用扉下部の明かり窓が無いことがあげられる。これは、この後北海道用として造られたキハ12、キハ21、キハ22、キハユニ25の各形式にも引き継がれている。
キハ11 1 - 16やキハ17形の寒地向け車は、乗務員室と便所への客室側からの暖房用ダクトが台枠下を経由していたが、ダクトの屈曲による抵抗により特に乗務員室が暖まりにくかった。このためキハ11形100番台ではデッキ床面を75 mmかさ上げして台枠と床面の間に高さ50 mmで広幅のダクトを通すように変更して暖気の流れを改善した。
旭川と稚内に配置されたキハ11 1 - 16や、函館に配置されたキハ11 100番台は、液体式変速機のトルク増大能力と小型スノープラウによる軽排雪によって積雪時における気動車運行の実績を作った。その後、耐寒性能を強化したキハ12形が製造されたため、道外に転用された。
1965年度に2両、1968年に1両の計3両がキユニ11形に改造されている。また、老朽化に伴う廃車は1975 - 80年に実施された。

### キハ12形（キハ48200形）
酷寒地向けに側窓を二重窓としてキハ11形100番台より耐寒性能を強化した便所付き両運転台車で、1956年に22両が製造され、全車が北海道内で使用された。定員はキハ11形と同一の定員は88人（座席74人、立席14人）である。
老朽廃車は1976 - 80年に実施され、他形式には改造されていない。

### キハ18形（キハ46000形）
便所なし中間車で、運転台を装備していない。1953 - 54年にかけて31両が製造された。多客期には北海道に渡るなど、日本各地で使用された。キハ17形と同様、1953年度製造車（キハ18 1 - 15）は全席がクロスシートであるが、1954年度製造車（キハ18 16 - 31）は客用扉付近をロングシートとして定員が異なるほか、戸袋窓が設けられて窓割が変更されている。
運転台付車と連結しなければ自走での入換作業もできず、運用の柔軟性に乏しかったため、以後の国鉄では、優等車もしくは特急形を除いて、気動車の中間車は導入されなかった。
運用上の制約の多い中間車ではあったが、他形式への改造はキハニ15形への1両のみであり、老朽化による廃車は1974 - 79年に行われた。

### キロハ18形（キロハ47000形）
一般形気動車では唯一の優等車（2・3等合造）で、便所・洗面所付きの中間車である。1954年に1次車（1 - 5）、1956年に2次車（6 - 8）の計8両が製造された。2次車は2等室に扇風機を設置したため、その取付け部が屋根上に張り出している。定員は、2等32人（全て座席）・3等62人（座席44人、立席18人）である。
1次車の5両は千葉地区に投入されたが、短期間で他線区へ転用された。2次車の3両は関西本線準急列車向けに増備されたもので、扇風機装備は長距離優等客への配慮である。。当初は2基エンジンのキハ50・51と編成を組み、名阪間（名古屋 - 湊町間）の準急として運用された。
2・3等合造車であることから、当初は各地の準急列車に使用されることも多かったが、幅の狭い小型車体で2等室も固定クロスシートであるなど居住性（と台車枕ばねに起因する乗り心地）が悪く、優等列車での使用には基本的に無理があったため、準急形気動車キハ55系の本格的な2・3等合造車キロハ25形が導入されると準急運用から外れ、1961年にキハユ15形へ6両、キニ15形へ2両が改造されて形式消滅した。キハユ15形については、5両がキユニ15形に再改造されている。

### キハ50形（キハ44600形）
便所なしの片運転台車で、定員は110人（座席92人、立席18人）である。エンジン1基では勾配区間では出力不足で十分な走行性能を得られないため、勾配線区向けのエンジン2基搭載形の試作として1954年に2両が製造された。試作車として液体式気動車の試作車であるキハ44500形（キハ15形）の続番となるキハ44600形とされたが、その後のエンジン2基搭載の量産車であるキハ44700形（キハ51形）、キハ44800形（キハ55形）もその続番となった。
台車はDT19Aを2基使用し、2基のエンジンで各台車の内側軸を駆動して総出力320PSとしており、エンジンと液体変速機、推進軸、逆転機2組を車体中心線下に装架する（ラジエーターは2台分を左右に並べて配置）ため、全長が22000mm、台車中心間は15700mmとキハ17などより約2m長くなっている。その結果として分岐器通過時に前後の台車の内側車輪（間隔13700 mm）が誤転換防止用の轍査桿（ディテクター・バー、全長12500 mm/車輪中心間の制限長12300 mm）を跨ぐタイミングがあり、分岐器通過中の誤転換により脱線等の事故の危険があるため、轍査鎖錠に轍査桿を使用する線区においては、分岐器の改修により轍査桿を延長した関西本線などに運転線区が限定された。
エンジン2基搭載の高出力形として、期待されていた上り25パーミル区間における直結段での走行はできなかったものの、変速段で40 km/h程度を出すことが可能で、その際に必要となる変速機油の冷却性能も確保されたため、勾配区間での運用が可能となった。これにより、量産車であり推進軸や逆転器回り、それに冷却装置の設計変更で車体長を短縮した、キハ44700形以降の開発の基となった。また、キハ10系の中でも最初から温気暖房装置装備で新製された初めての形式である。
1961年に2両ともエンジン・変速機・推進軸・逆転器を1組撤去した上でキハユニ17形に改造された。

### キハ51形（キハ44700形）
キハ50形の試用実績に基づいて導入された高出力形の量産型で、1955 - 56年に20両が製造された便所付きの片運転台車である。キハ50形では車体が長すぎて運用に支障を生じたことから、プロペラシャフトの短縮やラジエーターの小型化など、床下機器とその配置が見直され、全長は20600mm、台車中心間は14300mmに縮められて運用線区の制約がなくなった。定員は92人（座席80人、立席12人）で、便所が設置された。
1950年代後半には、準急形であるキハ55系の開発・製造が需要に間に合わなかったことから、出力の余裕を買われて関西本線などで準急列車に用いられたこともあったが、主に本州内の勾配路線（御殿場線など）で普通列車に運用された。1965年には4両がキニ55形に改造された。1エンジン車の他形式とは異なり、非力なキハ40系ではその運用を代替できなかったことから廃車の時期が遅くなり、キハ58系が普通列車に転用されるようになった1980 - 81年に廃車された。

### 製造年・製造会社別一覧
生産当初は当時の国内の主要鉄道車両メーカーのほとんどが参画したが、以後4年間の増備期間を通じて受注を獲得したのは戦前以来の中堅メーカーである新潟鐵工所・帝国車輌と、戦後後発メーカーである東急車輌製造の計3社で、これらのメーカーは中途増備から参画した富士重工業と共に1960年代まで国鉄気動車の増備に多く携わった。最終増備となる1956年度のキハ45000形の一部を、国鉄向け車両について貨車や鋼体化客車などの納入実績しかない輸送機工業や飯野重工業が担当したことが特徴の一つである。
本形式導入当時は国鉄の予算不足により、国鉄は必要な車両数を確保できておらず、車両メーカーは戦後になって満洲・朝鮮などへの車両輸出がなくなったことも併せ経営上十分な車両生産数を確保できていなかった一方で、当時の市況から車両メーカーの資金調達は比較的容易な状況であった。そのため、車両をメーカーの保有としたまま国鉄が賃借（賃借料は減価償却費（気動車は4.5 %） + 金利6 %）し、一定期間（可能な限り5年以内）後に償却後の簿価で購入する民有車両の制度が1955年より導入され、キハ10系においては、1955年度民有車としてキハ17形50両、キハ10形20両、キハ51形20両、1956年度民有車としてキハ17形60両、キハ10形20両、キハ12形20両が導入されている。
予算年度および形式別の製造メーカー一覧は以下の通り。
| 予算 年度 | 形式       | 日車             | 川車                        | 日立                        | 汽車              | 日車支店                    | 新潟              | 近車              | 帝車                   | 東急                | 富士重              | 輸送機    | 飯野      |
| --------- | ---------- | ---------------- | --------------------------- | --------------------------- | ----------------- | --------------------------- | ----------------- | ----------------- | ---------------------- | ------------------- | ------------------- | --------- | --------- |
| 1953年    | キハ17形   | 1 - 16 101 - 114 | 17 - 30 115 - 127 201 - 205 | 31 - 42 163 - 173 189 - 195 | 43 - 54 128 - 136 | 55 - 66 147 - 153 196 - 200 | 67 - 78 137 - 146 | 79 - 88 174 - 179 | 89 - 94 154 - 162      | 95 - 100 180 - 188  |                     |           |           |
| 1953年    | キハ18形   |                  |                             |                             | 1 - 5             | 6 - 10                      |                   | 11 - 15           |                        |                     |                     |           |           |
| 1954年    | キハ16形   |                  |                             |                             |                   |                             | 1 - 35            |                   | 36 - 65                | 66 - 69             |                     |           |           |
| 1954年    | キハ17形   |                  |                             |                             |                   |                             |                   |                   |                        | 206 - 215           |                     |           |           |
| 1954年    | キハ18形   |                  |                             |                             |                   |                             |                   |                   |                        | 16 - 31             |                     |           |           |
| 1954年    | キハ50形   |                  |                             |                             |                   |                             | 1・2              |                   |                        |                     |                     |           |           |
| 1954年    | キロハ18形 |                  |                             |                             |                   |                             | 1 - 5             |                   |                        |                     |                     |           |           |
| 1955年    | キハ10形   |                  |                             |                             |                   |                             | 35 - 37           |                   | 1 - 11 15 - 34 38 - 40 | 12 - 14             |                     |           |           |
| 1955年    | キハ11形   |                  |                             |                             |                   |                             | 1 - 16            |                   |                        |                     |                     |           |           |
| 1955年    | キハ16形   |                  |                             |                             |                   |                             | 78 - 87           |                   | 88 - 99                | 70 - 77             |                     |           |           |
| 1955年    | キハ17形   | 247 - 258        |                             | 259 - 270                   |                   |                             | 216 - 229         | 291 - 310         | 230 - 237              | 238 - 246 271 - 290 | 311 - 320           |           |           |
| 1955年    | キハ51形   |                  |                             |                             |                   |                             | 1・2 4・5         |                   |                        |                     |                     |           |           |
| 1956年    | キハ10形   |                  |                             |                             |                   |                             |                   |                   | 41 - 70                |                     |                     |           |           |
| 1956年    | キハ11形   |                  |                             |                             |                   |                             | 101 - 111         |                   | 34 - 47 54 - 58        | 17 - 33             | 48 - 53 59 - 63     |           |           |
| 1956年    | キハ12形   |                  |                             |                             |                   |                             | 1 - 22            |                   |                        |                     |                     |           |           |
| 1956年    | キハ17形   |                  |                             |                             |                   |                             | 355 - 364         |                   |                        | 332 - 354           | 321 - 331 365 - 382 | 383 - 392 | 393 - 402 |
| 1956年    | キハ51形   |                  |                             |                             |                   |                             | 3 6 - 20          |                   |                        |                     |                     |           |           |
| 1956年    | キロハ18形 |                  |                             |                             |                   |                             | 6 - 8             |                   |                        |                     |                     |           |           |

## 改造形式（郵便・荷物車）
本系列の導入による非電化路線の無煙化により、速度向上やフリークエントサービスが実現され、国鉄の近代化が推進された。無煙化と速度向上の効果は大きく、日本各地から気動車導入の要望が出ることとなった。こうした中で、1953年度には、片運転台（非貫通）の3等・郵便室・荷物合造車のキハユニ48000形と、両運転台の郵便荷物合造車のキユニ48100形が計画されたが実際の導入は見送られ、旅客車両の気動車化が優先された。このため、郵便・荷物輸送は気動車投入路線に一部残存させた蒸気機関車牽引列車に集約することで対処したり、一部地域では気動車が郵便・荷物用の客車等を牽引する列車が運行されたりした。
1956 - 59年度にキハ44000系/キハ44500形全車（計34両）が郵便・荷物気動車に改造されたが、引続きキハユニ25形、キハユニ26形（1957 - 62年度に計66両）を除き郵便・荷物気動車を新製は難しく、後継形式の導入により捻出されたキハ10系計42両が1960 - 65年度に改造されている。当初は旅客車との合造車の要望が多かったが、郵便・荷物量の増加や荷物列車の速度向上に対応し、輸送効率を向上させることと、1960 - 61年に導入された機械式気動車改造の郵便・荷物車（キユニ07形、キニ05形、キクユニ04形、計14両）を代替することから郵便・荷物専用車への改造が主となり、旅客車との合造車も多くが1962 - 71年度に郵便・荷物専用車へ再改造されている。
キハ10系からの、再改造も含む改造車は以下の11形式。

### キハユ15形
1961年にキロハ18形を改造した2等郵便合造車である。便所・洗面台部分を運転室に改造し、旧1等室部分を郵便室とした。郵便室部分の側面には幅1000 mmの荷扱い用扉が設置され、側窓も1か所を残して埋め込まれた。前面は101系電車に似た3枚窓の非貫通構造となった。郵便室の荷重は5 t、定員は50人（座席44人）である。
多度津工場で6両が改造されたが、運用上の問題から1963 - 64年に5両がキユニ15形に再改造されている。残った4は関西本線・和歌山線などで使用されたが1978年に廃車され、形式消滅した。
キロハ18 1 - 3, 6 - 8 → キハユ15 1 - 6

### キハユニ17形
1961年にキハ50形を改造した2等郵便荷物合造車である。2基のエンジンのうち1基を取り外し、車体の前半分を運転台側から荷物室、郵便室として、従来の客用扉を埋め込みそれぞれに幅1000 mmの片引戸を設けている。郵便室、荷物室の荷重は、各3 t、定員は60人（座席48人）である。改造後も車体長、台車中心間はそのままであった。なお、外した2両分計2基の液体変速機はキハ07形100番台を液体式の200番台へ改造する工事に転用することとされた。
名古屋工場で2両が改造され、越後線ほかの郵便荷物輸送改善を目的として新潟地区に配置された。キハユニ17 2は1964年6月16日に発生した新潟地震の際に、落下した陸橋の下敷きとなり大破、廃車となった。キハユニ17 1はのち厚狭機関区に転じ、美祢線ほかで運用されたが、1980年に廃車された。
キハ50 1, 2 → キハユニ17 1, 2

### キハユニ18形
1966 - 67年にキハ16形を改造した2等郵便荷物合造車である。車体の前半分を運転台側から荷物室、郵便室として従来の客用扉を埋め込み、それぞれに幅1000 mmの片引戸を設けているほか、運転室を若干拡大して事務机を設置し、また、客室の乗降扉横のロングシートをクロスシート1ボックス分、1300 mm延長している。郵便室の荷重は1 t、荷物室の荷重は3 t、定員は66人（座席42人）である。
新津・郡山・土崎・後藤・幡生の各工場で計8両が改造され、各地に配置された。このうちキハユニ18 1は新潟地震で廃車となったキハユニ17 2の代替車であり、6両が1969 - 72年にキユニ18形に改造され、2両（キハユニ18 3, 6）は1975年と1979年に廃車されている。
キハ16 32, 49, 50, 77, 85, 38, 39, 66 → キハユニ18 1 - 8

### キハニ15形
1964年にキハ18形を改造した2等荷物合造車である。種車は中間車であるため、種車の切妻車体のまま貫通型の運転台を設置し、前位寄り半室を荷重5 tの荷物室とし、客室の定員は58人（座席48人）であった。荷物室には、幅1000 mmの荷扱い用片引戸が設置されている。
高砂工場の改造で、当初は和歌山機関区に配置されたがすぐに新潟運転所へ移り、1978年に廃車となった。
キハ18 21 → キハニ15 1

### キユニ11形
キハ11形を改造した郵便荷物合造車で、1965年度に2両が小倉工場で、1967年度に1両が幡生工場で改造された。1965年度改造のキユニ11 1, 2は0番台の、1967年度改造のキユニ11 3は100番台の改造車で、本系列の改造車では唯一の両運転台型である。
いずれも基本的な車体形状は同じで、従来の客用扉はすべて埋め込まれ、車体の前位寄りを郵便室、後位寄りを荷物室とし、郵便室には幅1000 mmの片引き戸を、荷物室には幅2000 mmの両引戸を設けている。
キユニ11 1, 2は当初千葉気動車区に配属され、房総地区各線の電化によりキユニ11 1が岡山気動車区、キユニ11 2が豊岡機関区に転属後、1980年に廃車。キユニ11 3は広島機関区に配置され、1981年に廃車されている。
キハ11 30, 44, 107 → キユニ11 1 - 3

### キユニ15形
1962年度にキハユ15形を再改造した郵便荷物合造車で、多度津工場で5両が改造された。従来の2等室を荷物室としたもので、荷物室には幅2000 mmの両引戸を設けているが、従来の客用扉も存置されている。高松運転所に配置され、1978 - 81年にかけて廃車された。
キハユ15 2, 1, 3 - 5 → キユニ15 1 - 5

### キユニ17形
キハ17形を改造した郵便荷物合造車で、1966 - 70年に11両が改造された。改造時期によりキユニ17 1, 2（0番台）とキユニ17 11 - 19（10番台）に大別される。
0番台は、1966年に多度津工場で改造されたもので、前位に荷重3 tの郵便室、後位に荷重4 tの荷物室を設けており、郵便室は幅1200 mmの両引戸、荷物室には幅2000 mmの両引戸を設けている。後位の客室扉は存置され、事務室が設けられている。当初は四国に配置されたが、後にキユニ17 1が北海道に転じて耐寒設備を装備している。
10番台は、1967 - 70年に多度津工場および幡生工場で改造されたもので、後位の事務室を縮小して荷物室の荷重を5 tとしている。基本的構造は0番台と同じであるが、後位客用扉は埋め込まれ、幅700 mmの開き戸となっている。また1970年改造のキユニ17 19は、郵便室幕板に採光窓を設置している。
1977 - 82年に廃車された。

### キユニ18形

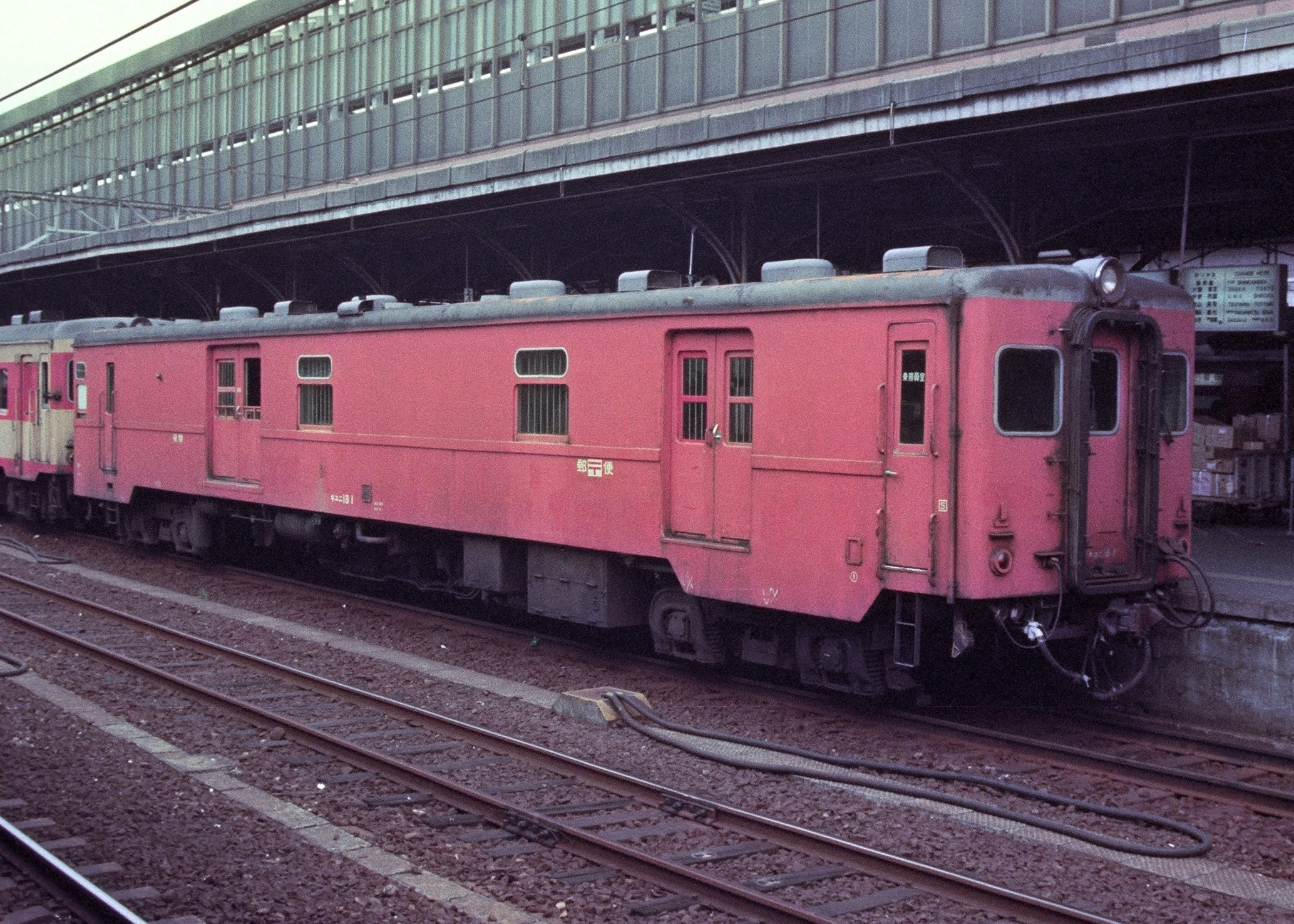
キユニ18 1（1982年頃、岡山駅）

キハユニ18形を再改造した郵便荷物合造車で、6両が改造された。
1969年に幡生工場で改造されたキユニ18 1, 2は、車体の前位を荷重4 tの郵便室に、後位を荷重5 tの荷物室に改造しており、旧荷物室の扉は、郵便室用の幅1200 mmの両引戸に改められ、荷物室用には幅1,800 mmの両引戸が設置されるとともに、後位に便所と事務室を新設している。
1971 - 72年に同じく幡生工場で改造されたキユニ18 4 - 6は前位が荷物室、後位が郵便室となり、事務室は運転台直後に、便所は後位側車端部となっている。荷扱扉は荷物室が幅1,800 mmの両引戸、郵便室は幅1200 mmの両引戸で、郵便室の幕板に採光窓が2つ設けられている。
1972年3月に旭川工場で改造され、本形式で最後に竣工したキユニ18 3は、車体や室内配置はキユニ18 1, 2と類似のものであるが、郵便室に採光窓を設置するなど、一部に差異があり、郵便室は荷重3 t、荷物室は荷重5 tである。なお、国鉄の形式図ではキユニ18 4 - 6の形態で、キユニ18 3 - 6が同一図面に記載されており、本車をキユニ18 4 - 6と同形態であるとする文献もある。
改造後はキユニ18 1, 2が米子機関区、キユニ18 3が遠軽機関区、キユニ18 4 - 6が岡山気動車区に配置され、各車とも移動することなく1979 - 82年に廃車された。

### キニ15形

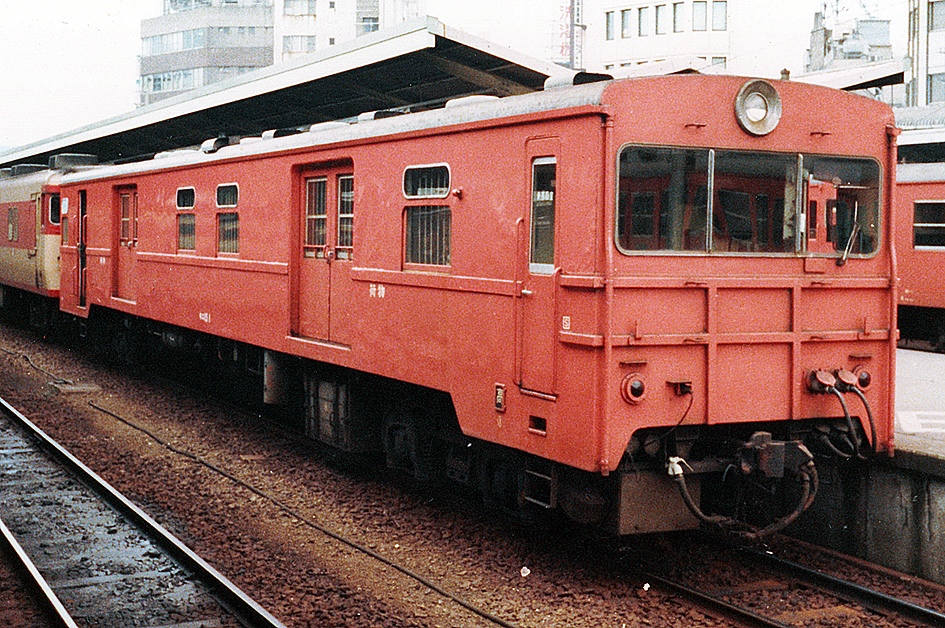
キニ15 1（1980年頃、高松駅）

1961年にキロハ18形を改造した荷物車で、多度津工場で2両が改造された。運転室はキハユ15形と同形状であるが、キハユ15形とは反対の旧3等室側に設けられており、後位側車端には便所と客用扉が残っている。荷物室用の扉は幅2000 mmの両引戸が2か所に設けられ、荷重は11 tである。
高松運転所に配置され、廃車まで異動することなくキニ15 1が1981年、キニ15 2が1979年に廃車となっている。
キロハ18 4, 5 → キニ15 1, 2

### キニ17形

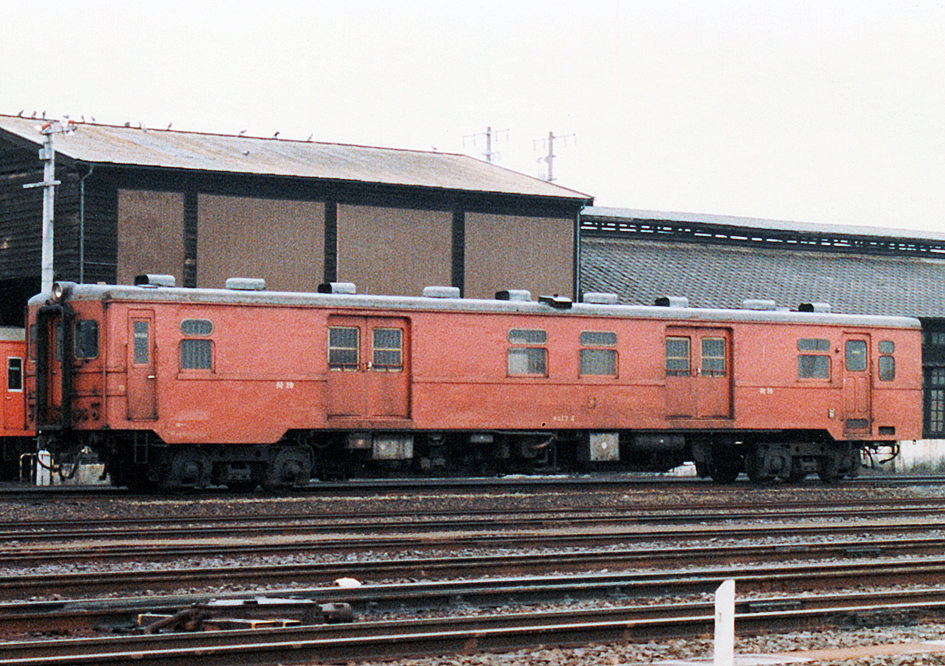
キニ17 4（1982年頃）

キハ17形を改造した荷物車で、多度津工場で1966年に4両、1967年に1両が改造された。後位側車端には便所と客用扉が残され、荷物室用の幅2000 mmの両引戸が2か所に設けられており、荷重は11 tである。
高松運転所に配置され、廃車まで移動することなく1982年に廃車となっている。
キハ17 61, 58, 86, 87, 55 → キニ17 1 - 5

### キニ55形

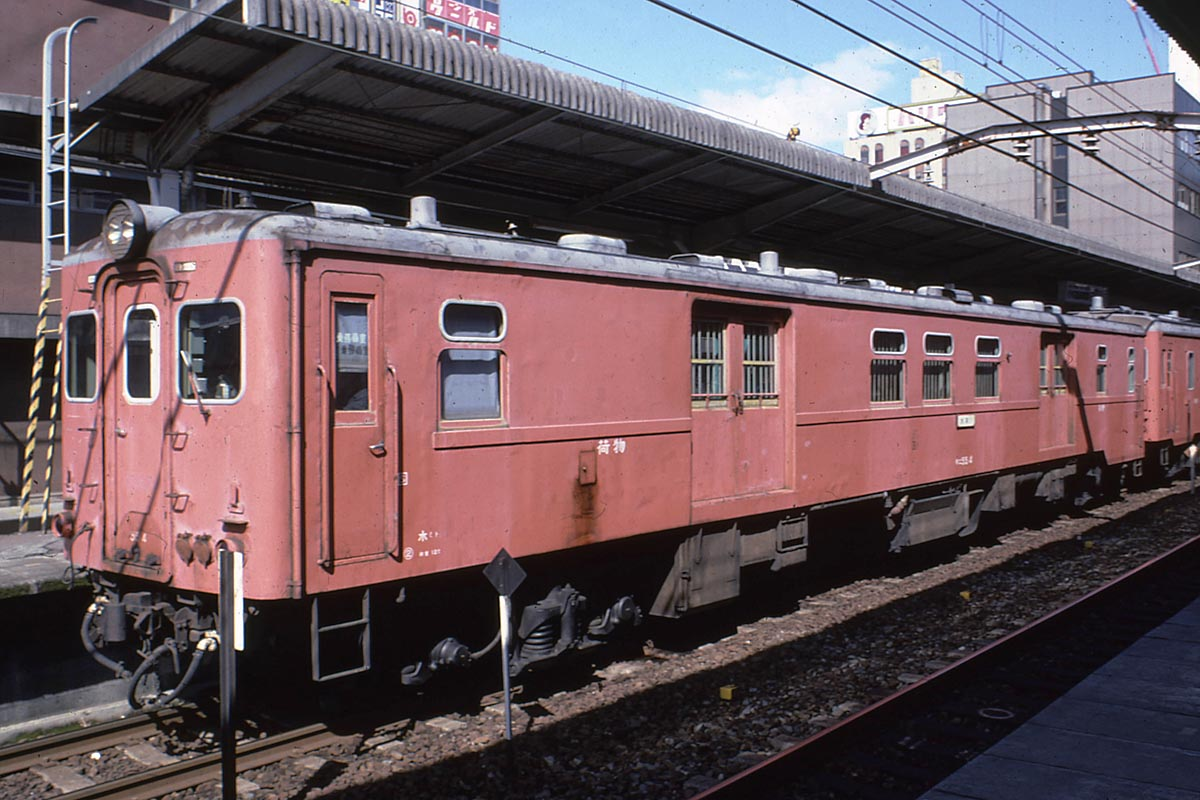
キニ55 4（1984年、松戸駅）

キハ51形を改造した荷物車で、多度津工場で1965年に4両が改造された。客用扉はすべて埋め込まれ、幅2000 mmの両引戸が2か所設けられた。車体が長い分、荷物用扉間の窓がキニ17形より1箇所多い3箇所となっており、荷重も1 t多い12 tである。
水戸機関区に配置され、常磐線の荷物列車に使用された。前年に1エンジンのキニ16形を導入していたが、高密度ダイヤの常磐線での運用は出力不足による加速力不足が問題となり、代替として2エンジンの本形式が充当されたものである。本形式はキハ10系としては最後まで使用され、廃車は1984年であった。
キハ51 2, 4, 10, 13 → キニ55 1 - 4

## 改造

### DMH17Bの出力向上
DMH17B機関は当初は160 PSであったが、1957年導入のキハ55形0番台量産車より予燃焼室の噴射口を4つから3つに変更して170 PSに向上し、次いで燃料噴射ポンプのプランジャ径拡大で出力を180 PSに向上したDMH17Cに改良された。キハ10系でも1959年度以降に出力を180 PSに出力する工事が施工された。

### DT22・TR51台車への交換
大半の車両はDT19・TR49装備のまま廃車まで使用されたが、1959年にキハ55系でDT19系台車と、キハ55系3次車以降やキハ20系中期車以降に採用されたウィングばね式DT22系台車の比較試験を行ったところ、DT22系の乗り心地が優れていることが判明したため、キハ55系ではDT19系を使用していた初期車がDT22系に交換されたほか、キハ10系でも一部がDT22系へ交換された。1961年度の車両改造計画ではキハ17形5両の工事が計画され、1969年度本予算ではキハ10系25両分の交換工事が予算化されており、1963年に改造されたキハニ15 1や1964年度施工のキハ17 179をはじめ、写真等からは少なくとも31両の施工が判明している。

### 近代化改造
キハ55系以降の車体幅が広い気動車に比べてキハ10系は車体幅が狭く、座席や車内灯などの接客設備に格差が見られるようになったほか、扇風機がないなどサービス上の問題点があった。これを受けてキハ10系の近代化改造が1965年度に計画され、大宮・名古屋・高砂・多度津・小倉の国鉄各工場で1両ずつの計5両が改造された。対象車はキハ11 36、キハ16 58、キハ17 243, 317, 330の5両である。
改造内容は内張りと天井板、床材、トイレの内張りと床鋼板の張替え、窓カーテンの交換、座面の交換と背ずりのモケット化、室内照明の白熱灯から蛍光灯への交換、扇風機の設置などである。

### 蛍光灯と扇風機の設置
サービス向上の観点から、近代化改造とは別に蛍光灯と扇風機を設置する工事が1960年代後半頃より一部車両で施工されている。蛍光灯は直管形のほか白熱灯の台座を使用した環形も存在した。扇風機の設置で近代化改造車と同様に扇風機設置部が屋根上に突出するスタイルとなり、設置数は1両あたり4個または7個であった。

### 前照灯の照度向上・シールドビーム化
三河島事故対策の一環として、運転保安度向上のためLP401前照灯のソケット・反射鏡等を交換して、白熱電球を100 Wのものから250 Wのものに変更する改造が実施され、必要に応じ減光機能が追加された。その後、前照灯が1灯のみでは不点時に運転保安上の問題があり、キハ58系などのシールドビーム2灯装備車の普及もあって更なる照度向上が望まれ、シールドビーム式への交換が1973年度より実施された。優等列車用形式が優先されたが、後に普通列車用形式にも施工されており、キハ10系では当初は1灯式のものが使用され、その後照度と冗長性向上のため2灯式のLP415が使用されている。

### 充電発電機の能力向上
キハ17系をはじめとする初期の液体式気動車は導入時より充電能力の不足が課題となっており、本系列では1955年度2次債務車から充電発電機を1エンジンあたり2基に増設したが、1基はエンジンの水ポンプ軸より駆動される構造のためアイドリング中は発電されず、もう1基は推進軸により駆動されるため停車中・低速走行中には発電されない構造となっていた。そのため、室内灯を40 Wから20 Wに変更する等の対応も行われていたが、引続き充電能力が不足したため車両基地等での蓄電池の補充電が行われており、1959年には全国の液体式気動車全体で補充電が10万回、取替充電が1.5万回、蓄電池交換が7万回実施されていた。
1961年から製造されたキハ58系には出力2.5 kWの交流発電機が搭載され、以降、キハ35系やキハ45系のほかキハ20系の後期製造車にもこれが搭載されたが、本系列の充電発電機の交換工事が実施されるには至らず、代わりにエンジンに設置された充電発電機の駆動軸にそのまま組込む増速装置が1960年に旭川工場で考案され、1961年より改造が実施され、1962年時点では北海道内の気動車100両近くがこれを搭載している。この装置は機関がアイドリング中の約430 rpm時には増速プーリーにより発電機を約1000 rpmで回転させ、機関回転数が上がって約700 rpmを超えると自動的に直結駆動に切替わるもので、これにより列車停車中の充電が可能となった。
その後、増速装置を使用しなくてもアイドリング中に充電が可能な出力1.5 kWの充電発電機への交換が1966年度以降に実施されており、後には出力1.2 kWのものも使用されている。

### 寒冷地対応
本系列はキハ11形100番台やキハ12形のほか、北海道等の寒冷地に配置されていた車両は番台区分をしないまま、床下機器カバーや電気ヒーター内蔵の汽笛、温気暖房装置、運転室正面窓のデフロスター等を装備した寒冷地仕様として製造されていたが、現地での使用実績に基づき、空気笛の凍結対策や電気連結器の浸水対策などのほか、以下のような改造が実施されている。
- 温水暖房方式への改造：機関冷却水を客室内に設置した放熱器内に循環させ、エンジンもしくは機関予熱器の熱で客室を温める温水暖房方式が1958年2月にキハ12形2両で試験され、同年より製造されたキハ22形から標準装備されている。本系列でもキハ12形ほか、キハ16形、キハ17形などが温水暖房装置に改造され、暖房能力が温気式の17 Mcal/hから90 Mcal/hに増強されている。
- 乗務員室の暖房強化・保温性向上：乗務員室と客室・乗降扉部の間の仕切りを車体下半分のみのものから、天井までの高さに改造する工事や、温水式の個別暖房装置の追加工事ががキハ12形、キハ16形、キハ17形などで実施されている。
- 出入台と客室の仕切壁設置：キハ12形の出入台部分と客室との間に仕切壁と仕切引戸を設置する改造が実施された。なお、この改造がキハ12形の全車に施行されたのか、また、当時北海道に配置されていたキハ16形、キハ17形への施工事例があったのかは明らかではない。
- 木製床への改造：鋼板製床板は断熱効果が低く、また、寒冷地で降雪時に使用されるスパイク靴による損傷が発生していたため、鋼板の床板上に根太を流した上に木製の床板を貼った木製床へ改造する工事が、キハ12形、キハ16形などに施工されている。

### 計画のみ

#### 通勤形化改造
気動車化の進展に伴い、関西線や越後線などの非電化の都市近郊区間では片側3扉、ロングシートの通勤形気動車の導入の要望が出ていたため、キハ17形を改造することが検討された。しかし、ステップ付の扉を車体中央に増設することから、構体の強化が大掛かりとなることや点検時にステップ部が支障する床下機器類の移設が必要となることと、DT19およびTR49台車の強度上の問題から実現は事実上不可能とされ、1961年度からキハ35系が導入された。

### 過給機装備試験
キハ10系の1機関搭載車は25 パーミルの上り勾配では均衡速度が22 - 23 km/hとなるため運用線区に制限があり、これが30 km/h程度になれば運用に利することができるとされたが、そのためには機関出力を200 PS程度とする必要があり、その研究が1953年度より外部に委託された。この試験では、弁開閉時期やバルブオーバーラップを変更したDMH17Bにルーツ式スーパーチャージャーを組み合わせ、出力は各部の強度を考慮して200 PS/1500 rpmとし、以下の通りキハ45000形3両で走行試験が実施された。
- キハ45561：ダイハツ製主機 + Godfrey[注 33]製過給機、東海道線茅ケ崎 - 沼津間および御殿場線で試験
- キハ45563：新潟鐵工所主機 + 日立製作所製過給機、東海道線茅ケ崎 - 沼津間および御殿場線で試験
- キハ45562：振興造機製主機 + Godfrey製過給機、川越線大宮 - 東飯能間で試験

走行試験の結果、上り25 パーミルでの均衡速度は無過給のキハ45000形は23 km/h、2機関搭載のキハ44600形は41 km/hであったのに対し、過給機付キハ45000形は36 km/hとなり、耐久性が確保できれば性能向上に資するとされた一方、機関冷却水の冷却に関し何らかの対策が必要とされた。その後日光方面の準急列車および房総地区で耐久試験が実施されたが、日光線における試験は成績が思わしくなく、半年で中止となった。

## 試験

### 空気ばね台車試験
空気ばねを使用した台車の設計資料とすることを目的として、1956年3月26日から4月11日にかけてキハ48102を試験車とした現車試験が東北貨物線浦和駅 - 川口駅間で実施された。DT19台車とTR49台車の軸ばねを空気ばねとする改造が汽車製造で実施され、3月26日から28日にかけては荷重10 tの積車試験、3月30・31日と4月2日には空車試験が行われた。試験終了後は従来仕様に復元された。
試験成績は汽車製造と鉄道総合技術研究所で取りまとめられるとされ、試験結果からは金属ばねと比較して空気ばねは空車・積車の重量差の大きい電車、気動車、貨車への応用で長所が発揮できるとされた。
なお、続く1956年6月20日から8月3日にかけて軸ばねを空気ばね化した汽車会社製KS-50が試作され、京阪電気鉄道の特急車1700系1759号に装着され実験が行われた。柔らかいコイルばねによる枕ばねとオイルダンパの組み合わせで成功し、さらにその枕ばねをロックして試験走行したところ、著しく乗り心地が低下したことから、枕ばねが乗り心地を支配することが判明した。

## 運用
キハ10系は北海道から九州まで広範囲に配置され、無煙化を推進した。キハ20系など大型車体の車両が増備されるとキハ10系とも混用されるようになり、車体幅と高さの異なる凹凸編成も各地で見られた。
1977年から導入されたキハ40系により順次置き換えられ、旅客車は1981年度に、郵便荷物車も1982年度に全廃となった。

### 北海道地区
1955年よりキハ48000形（後のキハ11形）キハ48000 - 48015が旭川・稚内に、耐寒強化車キハ48016 - 48026（後のキハ11形100番台）が函館に新製配置された。
1956年からは側窓を二重窓としたキハ48200形（後のキハ12形）が投入されている。このグループが製作されたことで、1956年には旭川駅から宗谷本線・北見線（後の天北線）経由で日本最北端の稚内駅にまで至る気動車運行が開始された。当初は気動車不足で、名寄駅以南では気動車2両で増結のオ級客車1両を牽引し、難所の塩狩峠越え区間では9600形蒸気機関車を補機に連結して山越えするような運用もあった。

### 東北地区
五能線、米坂線、只見線などで運用された。

### 関東地区
北関東では常磐線、水戸線、真岡線、両毛線などに投入された。1955年からは常磐線の上野 - 水戸間快速「つくばね」「ときわ」にも投入され、1958年のキハ55系準急「ときわ」への格上げ後も当初はキハ51形やキロハ18形が混用された。
東京近郊の川越線、八高線、相模線などにもキハ10系が投入されたが、通勤利用の増加によりキハ35系への置き換えが進行した。五日市線も1957年に拝島駅で接続している八高線との共通運用でキハ10形が転入したが、1961年に電化されたため短期間の運用であった。1975年に相模線のキハ10で朱色5号の1色塗りが試行され、東京近郊で初採用されたことから「首都圏色」と通称されるようになった。
首都圏で最後までキハ10系旅客車が残ったのは、真岡線と久留里線であった。

#### 房総地区
電気式試作車キハ44000形が1952年10月より運用を開始し、翌1953年には液体式試作車キハ44500形も投入された。液体式量産車キハ45000系（キハ10系）の房総地区初配置は1953年12月に木更津支区に配置されたキハ45041・45053が最初となった。
この地区は気動車化のモデル線区とされ、キハ45000系が多数投入された。1954年12月には千葉気動車区が開設されている。後にキハ20系やキハ35系も投入され、電化前の房総地区は「気動車王国」とも称された。投入初期には快速「房総の休日号」などの運用も存在した。
当初はキハ45000形の2両編成で運行を開始したが、増備が進んだ1954年時点ではキハ45000形 + キハ46000形 + キハ45000形の3両編成を基本に3両編成または2両編成を増結した5両・6両編成の組成があった。同年11月には館山駅・勝浦駅で1両単位の増解結を行う運用も設定されたが、当時は両運転台車が存在せず、片運転台車・非運転台車の連結面最後部側に後尾標識を取り付けて単行または2両編成で運行し、終端駅で機関区の転車台を用いて方向転換したと推定されている。
1954年12月25日には千葉気動車区が開設され、10月開設の奈良気動車区に次ぐ2番目の気動車区となった。1955年3月15日現在の配置はキハ45000形32両、キハ45500形7両、キハ46000形19両であった。
このほか、キロハ47000形キロハ47000 - 47004の5両も新製後の短期間配置されていたが、これは国鉄が本来企図したものではなく、千葉県庁と千葉市役所からの「気動車への2等車連結」との強い要望に対処したものであるとする説がある。キロハ47000形は成田山初詣輸送終了後に優等列車運用のある他の地区（関西本線、日光線、常磐線など）に転用された。
1968年3月28日の成田線千葉 - 成田間電化を皮切りに、内房線（旧房総西線）、外房線（旧房総東線）、東金線、成田線、総武本線が順次電化されて気動車の両数も減少し、1975年3月10日改正で千葉気動車区は廃止された。最後まで残ったキハ16形3両、キハ17形8両は木更津支区へ転属して久留里線で使用されたが、1980年8月までに全廃となった。

### 甲信越地区
小海線は急勾配路線であるが、当初は1エンジンのキハ10・11形が投入された。2エンジン車はキハ52形で初投入され、後にキハ51形も少数使用された。
新潟地区では1953年にキハ45000形32両が配置され、越後線などで使用された。

### 中部地区
御殿場線や二俣線、中央西線などに投入された。御殿場線は勾配路線であったためキハ51形が多数配置され、1968年の電化まで運用された。

### 関西地区
関西本線や草津線、和歌山線、紀勢本線、山陰本線、福知山線、篠山線、播但線、宮津線などで使用された。キハ45000形トップナンバーを含むキハ45000 - 45002の3両は1953年10月の原宿駅宮廷ホームでの展示会後に四国の高松機関区に仮配置され、香川県で開催された四国国体の観客向けにデモンストレーション運転を行った後に梅小路機関区へ正式配置された。
関西本線では準急「かすが」にキハ50形、キハ51形が投入され、車体幅の広い準急用キハ55系の投入まで使用された。当時は東海道本線も米原 - 京都間が非電化であり、一方近畿日本鉄道の近鉄特急（名阪特急）は大阪線と名古屋線の軌間が異なり伊勢中川駅での乗り換えを要していたことから、関西本線準急列車の所要時間が最も短かった。
福知山線篠山口駅から分岐して福住駅までを結んでいた篠山線は1972年2月29日限りで廃止となり、最終日のお別れ列車にはキハ17系が使用された。

### 中国地区
伯備線、呉線、山陰本線、三江線、山口線などに投入された。

### 九州地区
九州では電気式試作車のキハ44100・44200形が鹿児島本線に投入されたが、キハ45000系は佐賀地区が初投入となった。九州北部では鹿児島本線や筑豊本線、筑肥線などで使用された。南九州では肥薩線や指宿枕崎線などで使用された。

### 配置一覧
配置区、形式ごとの1955 - 80年の間の配置状況は下表の通り。
| キハ10系気動車配置変遷（1955年 - 1980年） | キハ10系気動車配置変遷（1955年 - 1980年）         | キハ10系気動車配置変遷（1955年 - 1980年） | キハ10系気動車配置変遷（1955年 - 1980年） | キハ10系気動車配置変遷（1955年 - 1980年） | キハ10系気動車配置変遷（1955年 - 1980年） | キハ10系気動車配置変遷（1955年 - 1980年） | キハ10系気動車配置変遷（1955年 - 1980年） | キハ10系気動車配置変遷（1955年 - 1980年） | キハ10系気動車配置変遷（1955年 - 1980年） | キハ10系気動車配置変遷（1955年 - 1980年） |
| 管理局                                    | 配置区/管理所等                                   | 形式                                      | 1955年 4月                                | 1958年 3月                                | 1960年 3月                                | 1965年 3月                                | 1970年 3月                                | 1975年 3月                                | 1980年 3月                                | 備考                                      |
| ----------------------------------------- | ------------------------------------------------- | ----------------------------------------- | ----------------------------------------- | ----------------------------------------- | ----------------------------------------- | ----------------------------------------- | ----------------------------------------- | ----------------------------------------- | ----------------------------------------- | ----------------------------------------- |
| 釧路鉄道管理局                            | 池田機関区                                        | キハ12形                                  |                                           | 17両                                      | 16両                                      | 16両                                      | 17両                                      | 16両                                      | 3両                                       | 士幌線、広尾線、池北線、根室本線等        |
| 旭川鉄道管理局                            | 深川機関区                                        | キハ12形                                  |                                           | 2両                                       |                                           |                                           | 3両                                       | 2両                                       |                                           |                                           |
| 旭川鉄道管理局                            | 遠軽機関区                                        | キユニ18形                                |                                           |                                           |                                           |                                           |                                           | 1両                                       |                                           |                                           |
| 旭川鉄道管理局                            | 北見機関区                                        | キハ12形                                  |                                           |                                           | 2両                                       | 2両                                       | 2両                                       | 2両                                       |                                           |                                           |
| 札幌鉄道管理局                            | 札幌客貨車区                                      | キハ16形                                  | 2両                                       | 5両                                       | 3両                                       | 3両                                       |                                           |                                           |                                           |                                           |
| 札幌鉄道管理局                            | 苗穂機関区                                        | キハ17形                                  |                                           |                                           |                                           |                                           |                                           | 1両                                       |                                           |                                           |
| 札幌鉄道管理局                            | 苗穂機関区                                        | キハ12形                                  |                                           |                                           |                                           |                                           |                                           | 2両                                       |                                           |                                           |
| 札幌鉄道管理局                            | 苗穂機関区                                        | キハ16形                                  |                                           |                                           |                                           |                                           | 4両                                       | 3両                                       |                                           |                                           |
| 札幌鉄道管理局                            | 苫小牧支区                                        | キハ11形                                  |                                           | 9両                                       |                                           |                                           |                                           |                                           |                                           |                                           |
| 札幌鉄道管理局                            | 室蘭機関区                                        | キハ16形                                  | 2両                                       | 2両                                       | 2両                                       | 2両                                       | 1両                                       | 2両                                       |                                           |                                           |
| 札幌鉄道管理局                            | 室蘭機関区                                        | キハ17形                                  | 11両                                      | 10両                                      | 10両                                      | 10両                                      | 8両                                       | 8両                                       | 1両                                       |                                           |
| 青函船舶鉄道管理局                        | 函館機関区                                        | キハ11形                                  |                                           | 6両                                       |                                           |                                           |                                           |                                           |                                           |                                           |
| 青函船舶鉄道管理局                        | 函館機関区                                        | キハ11形100番台                           |                                           | 11両                                      |                                           |                                           |                                           |                                           |                                           |                                           |
| 青函船舶鉄道管理局                        | 函館機関区                                        | キハ12形                                  |                                           | 3両                                       | 4両                                       | 4両                                       |                                           |                                           |                                           |                                           |
| 盛岡鉄道管理局                            | 一ノ関機関区                                      | キハ10形                                  |                                           |                                           |                                           | 3両                                       | 3両                                       |                                           |                                           |                                           |
| 盛岡鉄道管理局                            | 一ノ関機関区                                      | キハ16形                                  |                                           |                                           |                                           |                                           |                                           | 2両                                       |                                           |                                           |
| 盛岡鉄道管理局                            | 気仙沼支区                                        | キハ10形                                  |                                           | 3両                                       | 3両                                       |                                           |                                           |                                           |                                           |                                           |
| 盛岡鉄道管理局                            | 盛岡客貨車区                                      | キハ17形                                  |                                           |                                           | 1両                                       |                                           |                                           |                                           |                                           |                                           |
| 盛岡鉄道管理局                            | 盛岡客貨車区                                      | キハ51形                                  |                                           |                                           | 2両                                       | 2両                                       | 6両                                       | 6両                                       | 6両                                       |                                           |
| 盛岡鉄道管理局                            | 尻内機関区/管理所 →八戸機関区                     | キハ10形                                  |                                           | 1両                                       | 1両                                       | 1両                                       | 1両                                       | 1両                                       |                                           |                                           |
| 盛岡鉄道管理局                            | 尻内機関区/管理所 →八戸機関区                     | キハ11形                                  |                                           | 4両                                       | 4両                                       |                                           |                                           |                                           |                                           |                                           |
| 盛岡鉄道管理局                            | 尻内機関区/管理所 →八戸機関区                     | キハ17形                                  |                                           | 11両                                      | 9両                                       | 10両                                      | 13両                                      | 13両                                      | 4両                                       |                                           |
| 秋田鉄道管理局                            | 山形機関区                                        | キハ16形                                  | 13両                                      | 11両                                      | 9両                                       | 10両                                      | 9両                                       | 8両                                       | 1両                                       |                                           |
| 秋田鉄道管理局                            | 山形機関区                                        | キハ17形                                  |                                           | 11両                                      | 9両                                       | 11両                                      | 10両                                      | 16両                                      | 3両                                       |                                           |
| 秋田鉄道管理局                            | 秋田機関区                                        | キハ16形                                  |                                           | 2両                                       | 4両                                       | 3両                                       | 3両                                       | 3両                                       | 1両                                       |                                           |
| 秋田鉄道管理局                            | 秋田機関区                                        | キハ17形                                  | 6両                                       | 7両                                       | 10両                                      | 9両                                       | 10両                                      | 8両                                       | 1両                                       |                                           |
| 秋田鉄道管理局                            | 弘前機関区/運輸区                                 | キハ10形                                  |                                           | 3両                                       | 3両                                       | 3両                                       | 3両                                       | 3両                                       |                                           |                                           |
| 秋田鉄道管理局                            | 弘前機関区/運輸区                                 | キハ11形                                  |                                           |                                           | 5両                                       | 5両                                       | 5両                                       | 5両                                       | 1両                                       |                                           |
| 秋田鉄道管理局                            | 弘前機関区/運輸区                                 | キハ11形100番台                           |                                           |                                           | 8両                                       | 8両                                       | 8両                                       | 8両                                       |                                           |                                           |
| 秋田鉄道管理局                            | 弘前機関区/運輸区                                 | キハ17形                                  |                                           | 3両                                       |                                           |                                           |                                           | 3両                                       |                                           |                                           |
| 秋田鉄道管理局                            | 五能線管理所                                      | キハ17形                                  |                                           |                                           | 2両                                       | 2両                                       | 2両                                       |                                           |                                           |                                           |
| 仙台鉄道管理局                            | 郡山客貨車区                                      | キハ16形                                  |                                           |                                           |                                           |                                           |                                           | 3両                                       |                                           |                                           |
| 仙台鉄道管理局                            | 郡山客貨車区                                      | キハ51形                                  |                                           |                                           |                                           |                                           |                                           | 6両                                       | 6両                                       |                                           |
| 仙台鉄道管理局                            | 郡山客貨車区                                      | キハユニ18形                              |                                           |                                           |                                           |                                           | 4両                                       | 1両                                       |                                           |                                           |
| 仙台鉄道管理局                            | 小牛田客貨車区 →陸東・石巻線管理所 →小牛田運転区  | キハ10形                                  |                                           | 3両                                       | 3両                                       | 3両                                       | 3両                                       | 7両                                       | 8両                                       |                                           |
| 仙台鉄道管理局                            | 小牛田客貨車区 →陸東・石巻線管理所 →小牛田運転区  | キハ11形                                  |                                           | 2両                                       | 2両                                       | 2両                                       | 2両                                       | 2両                                       | 1両                                       |                                           |
| 仙台鉄道管理局                            | 小牛田客貨車区 →陸東・石巻線管理所 →小牛田運転区  | キハ16形                                  | 8両                                       | 8両                                       | 9両                                       | 9両                                       | 10両                                      | 3両                                       |                                           |                                           |
| 仙台鉄道管理局                            | 小牛田客貨車区 →陸東・石巻線管理所 →小牛田運転区  | キハ17形                                  | 8両                                       | 23両                                      | 23両                                      | 23両                                      | 28                                        | 36                                        | 18両                                      |                                           |
| 仙台鉄道管理局                            | 小牛田客貨車区 →陸東・石巻線管理所 →小牛田運転区  | キハ51形                                  |                                           |                                           | 1両                                       |                                           |                                           |                                           |                                           |                                           |
| 新潟鉄道管理局/支社                       | 新潟機関区/運転所                                 | キハ10形                                  |                                           |                                           | 2両                                       | 2両                                       | 2両                                       | 2両                                       |                                           |                                           |
| 新潟鉄道管理局/支社                       | 新潟機関区/運転所                                 | キハ11形                                  |                                           |                                           |                                           | 3両                                       | 3両                                       | 3両                                       |                                           |                                           |
| 新潟鉄道管理局/支社                       | 新潟機関区/運転所                                 | キハ16形                                  | 10両                                      | 10両                                      | 10両                                      | 10両                                      | 8両                                       | 8両                                       |                                           |                                           |
| 新潟鉄道管理局/支社                       | 新潟機関区/運転所                                 | キハ17形                                  | 22両                                      | 23両                                      | 15両                                      | 19両                                      | 17両                                      | 26両                                      |                                           |                                           |
| 新潟鉄道管理局/支社                       | 新潟機関区/運転所                                 | キハ51形                                  |                                           |                                           |                                           |                                           | 1両                                       |                                           |                                           |                                           |
| 新潟鉄道管理局/支社                       | 新潟機関区/運転所                                 | キハユニ17形                              |                                           |                                           |                                           | 1両                                       | 1両                                       |                                           |                                           |                                           |
| 新潟鉄道管理局/支社                       | 新潟機関区/運転所                                 | キハユニ18形                              |                                           |                                           |                                           |                                           | 1両                                       | 1両                                       |                                           |                                           |
| 新潟鉄道管理局/支社                       | 新潟機関区/運転所                                 | キハニ15形                                |                                           |                                           |                                           |                                           | 1両                                       | 1両                                       |                                           |                                           |
| 新潟鉄道管理局/支社                       | 西吉田機関区 →越後弥彦線管理所 →吉田支所          | キハ10形                                  |                                           | 2両                                       |                                           |                                           |                                           |                                           |                                           |                                           |
| 新潟鉄道管理局/支社                       | 西吉田機関区 →越後弥彦線管理所 →吉田支所          | キハ11形                                  |                                           | 3両                                       | 3両                                       |                                           |                                           |                                           |                                           |                                           |
| 新潟鉄道管理局/支社                       | 西吉田機関区 →越後弥彦線管理所 →吉田支所          | キハ17形                                  |                                           | 2両                                       | 10両                                      |                                           |                                           |                                           |                                           |                                           |
| 水戸鉄道管理局                            | 水戸機関区                                        | キハ10形                                  |                                           | 4両                                       | 2両                                       |                                           |                                           |                                           |                                           |                                           |
| 水戸鉄道管理局                            | 水戸機関区                                        | キハ11形                                  |                                           |                                           |                                           | 1両                                       |                                           | 4両                                       |                                           |                                           |
| 水戸鉄道管理局                            | 水戸機関区                                        | キハ17形                                  |                                           | 2両                                       | 1両                                       |                                           |                                           |                                           |                                           |                                           |
| 水戸鉄道管理局                            | 水戸機関区                                        | キニ55形                                  |                                           |                                           |                                           |                                           | 4両                                       | 4両                                       | 4両                                       |                                           |
| 水戸鉄道管理局                            | 真岡支区                                          | キハ11形                                  |                                           | 3両                                       | 5両                                       | 5両                                       | 5両                                       | 5両                                       | 5両                                       | 真岡線                                    |
| 水戸鉄道管理局                            | 真岡支区                                          | キハ17形                                  | 10両                                      | 8両                                       | 6両                                       | 6両                                       | 8両                                       | 4両                                       |                                           | 真岡線                                    |
| 水戸鉄道管理局                            | 常陸大子機関区 →水郡線管理所                      | キハ10形                                  |                                           |                                           | 1両                                       | 2両                                       | 2両                                       |                                           |                                           |                                           |
| 水戸鉄道管理局                            | 常陸大子機関区 →水郡線管理所                      | キハ11形                                  |                                           |                                           | 2両                                       | 2両                                       | 3両                                       |                                           |                                           |                                           |
| 水戸鉄道管理局                            | 常陸大子機関区 →水郡線管理所                      | キハ16形                                  |                                           | 4両                                       | 4両                                       | 5両                                       |                                           |                                           |                                           |                                           |
| 水戸鉄道管理局                            | 常陸大子機関区 →水郡線管理所                      | キハ17形                                  |                                           | 7両                                       | 8両                                       | 8両                                       |                                           |                                           |                                           |                                           |
| 千葉鉄道管理局                            | 千葉気動車区                                      | キハ10形                                  |                                           | 1両                                       | 1両                                       | 1両                                       | 2両                                       | 1両                                       |                                           |                                           |
| 千葉鉄道管理局                            | 千葉気動車区                                      | キハ11形                                  |                                           | 4両                                       | 3両                                       | 3両                                       | 2両                                       |                                           |                                           |                                           |
| 千葉鉄道管理局                            | 千葉気動車区                                      | キハ16形                                  | 8両                                       | 5両                                       | 2両                                       | 1両                                       | 2両                                       | 3両                                       |                                           |                                           |
| 千葉鉄道管理局                            | 千葉気動車区                                      | キハ17形                                  | 32両                                      | 43両                                      | 55両                                      | 33両                                      | 7両                                       |                                           |                                           |                                           |
| 千葉鉄道管理局                            | 千葉気動車区                                      | キハ18形                                  | 19両                                      | 18両                                      | 18両                                      | 15両                                      | 10両                                      |                                           |                                           |                                           |
| 千葉鉄道管理局                            | 千葉気動車区                                      | キユニ11形                                |                                           |                                           |                                           |                                           | 2両                                       | 2両                                       |                                           |                                           |
| 千葉鉄道管理局                            | 木更津支区                                        | キハ10形                                  |                                           | 3両                                       | 3両                                       |                                           |                                           |                                           |                                           |                                           |
| 千葉鉄道管理局                            | 木更津支区                                        | キハ16形                                  |                                           |                                           | 5両                                       | 2両                                       |                                           |                                           |                                           |                                           |
| 千葉鉄道管理局                            | 木更津支区                                        | キハ17形                                  |                                           |                                           |                                           |                                           |                                           | 8両                                       | 5両                                       |                                           |
| 千葉鉄道管理局                            | 勝浦機関区                                        | キハ17形                                  | 9両                                       | 7両                                       | 6両                                       | 6両                                       | 10両                                      | 2両                                       |                                           |                                           |
| 千葉鉄道管理局                            | 勝浦機関区                                        | キハ18形                                  | 1両                                       | 2両                                       | 2両                                       | 3両                                       | 4両                                       |                                           |                                           |                                           |
| 千葉鉄道管理局                            | 館山機関区                                        | キハ17形                                  | 9両                                       | 8両                                       | 7両                                       | 5両                                       |                                           |                                           |                                           |                                           |
| 千葉鉄道管理局                            | 館山機関区                                        | キハ18形                                  | 1両                                       | 1両                                       | 1両                                       | 2両                                       |                                           |                                           |                                           |                                           |
| 千葉鉄道管理局                            | 成田機関区 →成田線管理所 →成田機関区              | キハ10形                                  |                                           |                                           |                                           | 1両                                       |                                           |                                           |                                           |                                           |
| 千葉鉄道管理局                            | 成田機関区 →成田線管理所 →成田機関区              | キハ16形                                  |                                           | 6両                                       | 8両                                       | 6両                                       |                                           |                                           |                                           |                                           |
| 千葉鉄道管理局                            | 成田機関区 →成田線管理所 →成田機関区              | キハ17形                                  |                                           | 4両                                       | 6両                                       | 9両                                       | 10両                                      |                                           | 2両                                       |                                           |
| 千葉鉄道管理局                            | 成田機関区 →成田線管理所 →成田機関区              | キハ18形                                  |                                           |                                           | 2両                                       | 3両                                       | 3両                                       |                                           |                                           |                                           |
| 高崎鉄道管理局                            | 高崎第一機関区                                    | キハ10形                                  |                                           |                                           |                                           |                                           | 1両                                       |                                           |                                           | 八高線、足尾線、川越線など                |
| 高崎鉄道管理局                            | 高崎第一機関区                                    | キハ11形                                  |                                           | 2両                                       |                                           |                                           | 1両                                       |                                           |                                           | 八高線、足尾線、川越線など                |
| 高崎鉄道管理局                            | 高崎第一機関区                                    | キハ16形                                  | 2両                                       | 2両                                       | 3両                                       | 5両                                       |                                           |                                           |                                           | 八高線、足尾線、川越線など                |
| 高崎鉄道管理局                            | 高崎第一機関区                                    | キハ17形                                  | 11両                                      | 18両                                      | 15両                                      | 19両                                      | 24両                                      |                                           |                                           | 八高線、足尾線、川越線など                |
| 高崎鉄道管理局                            | 高崎第一機関区                                    | キハ51形                                  |                                           |                                           | 3両                                       | 1両                                       |                                           |                                           |                                           | 八高線、足尾線、川越線など                |
| 高崎鉄道管理局                            | 桐生機関区                                        | キハ11形                                  |                                           |                                           | 4両                                       | 4両                                       |                                           |                                           |                                           |                                           |
| 高崎→東京北鉄道管理局                     | 宇都宮機関区/運転所                               | キハ10形                                  |                                           | 2両                                       | 2両                                       | 3両                                       | 3両                                       | 3両                                       |                                           |                                           |
| 高崎→東京北鉄道管理局                     | 宇都宮機関区/運転所                               | キハ11形                                  |                                           | 3両                                       | 4両                                       | 3両                                       | 7両                                       | 7両                                       |                                           |                                           |
| 東京→東京北鉄道管理局                     | 田端機関区                                        | キロハ18形                                | 4両                                       |                                           |                                           |                                           |                                           |                                           |                                           |                                           |
| 東京→東京北鉄道管理局                     | 田端機関区                                        | キハ16形                                  | 4両                                       | 4両                                       |                                           |                                           |                                           |                                           |                                           |                                           |
| 東京→東京北鉄道管理局                     | 田端機関区                                        | キハ17形                                  | 10両                                      | 4両                                       |                                           |                                           |                                           |                                           |                                           |                                           |
| 東京→東京北鉄道管理局                     | 田端機関区                                        | キハ18形                                  | 4両                                       | 4両                                       |                                           |                                           |                                           |                                           |                                           |                                           |
| 東京→東京北鉄道管理局                     | 田端機関区                                        | キハ51形                                  |                                           | 7両                                       |                                           |                                           |                                           |                                           |                                           |                                           |
| 東京→東京北鉄道管理局                     | 大宮機関区                                        | キハ10形                                  |                                           | 2両                                       | 3両                                       | 1両                                       |                                           |                                           |                                           | 川越線                                    |
| 東京→東京北鉄道管理局                     | 大宮機関区                                        | キハ11形                                  |                                           | 3両                                       |                                           |                                           |                                           |                                           |                                           | 川越線                                    |
| 東京→東京北鉄道管理局                     | 大宮機関区                                        | キハ16形                                  | 2両                                       | 2両                                       | 1両                                       | 3両                                       |                                           |                                           |                                           | 川越線                                    |
| 東京→東京北鉄道管理局                     | 大宮機関区                                        | キハ17形                                  |                                           |                                           | 2両                                       | 3両                                       |                                           |                                           |                                           | 川越線                                    |
| 東京→東京西鉄道管理局                     | 八王子機関区                                      | キハ10形                                  |                                           |                                           |                                           | 1両                                       | 9両                                       | 13両                                      |                                           |                                           |
| 東京→東京西鉄道管理局                     | 八王子機関区                                      | キハ16形                                  |                                           |                                           |                                           |                                           | 5両                                       | 3両                                       |                                           |                                           |
| 東京→東京西鉄道管理局                     | 八王子機関区                                      | キハ17形                                  |                                           | 13両                                      | 13両                                      | 20両                                      |                                           | 1両                                       |                                           |                                           |
| 東京→東京西鉄道管理局                     | 五日市支区                                        | キハ10形                                  |                                           | 3両                                       | 3両                                       |                                           |                                           |                                           |                                           |                                           |
| 東京→東京南鉄道管理局                     | 茅ヶ崎機関区 →相模線管理所 →茅ヶ崎機関区          | キハ10形                                  |                                           | 4両                                       | 4両                                       | 10両                                      | 2両                                       |                                           |                                           | 相模線                                    |
| 東京→東京南鉄道管理局                     | 茅ヶ崎機関区 →相模線管理所 →茅ヶ崎機関区          | キハ16形                                  |                                           |                                           |                                           | 2両                                       |                                           |                                           |                                           | 相模線                                    |
| 東京→東京南鉄道管理局                     | 茅ヶ崎機関区 →相模線管理所 →茅ヶ崎機関区          | キハ17形                                  |                                           |                                           | 1両                                       |                                           |                                           |                                           |                                           | 相模線                                    |
| 静岡鉄道管理局                            | 沼津機関区                                        | キハ10形                                  |                                           | 5両                                       | 5両                                       |                                           |                                           |                                           |                                           | 御殿場線                                  |
| 静岡鉄道管理局                            | 沼津機関区                                        | キハ11形                                  |                                           | 1両                                       | 1両                                       |                                           |                                           |                                           |                                           | 御殿場線                                  |
| 静岡鉄道管理局                            | 沼津機関区                                        | キハ16形                                  |                                           |                                           |                                           | 2両                                       |                                           |                                           |                                           | 御殿場線                                  |
| 静岡鉄道管理局                            | 沼津機関区                                        | キハ17形                                  |                                           |                                           |                                           | 4両                                       |                                           |                                           |                                           | 御殿場線                                  |
| 静岡鉄道管理局                            | 沼津機関区                                        | キハ50形                                  |                                           |                                           | 2両                                       |                                           |                                           |                                           |                                           | 御殿場線                                  |
| 静岡鉄道管理局                            | 沼津機関区                                        | キハ51形                                  |                                           | 9両                                       | 10両                                      | 15両                                      |                                           |                                           |                                           | 御殿場線                                  |
| 静岡鉄道管理局                            | 遠江二俣機関区                                    | キハ10形                                  |                                           | 1両                                       | 1両                                       | 6両                                       | 6両                                       | 6両                                       |                                           | 二俣線                                    |
| 静岡鉄道管理局                            | 遠江二俣機関区                                    | キハ11形                                  |                                           | 5両                                       | 5両                                       | 4両                                       | 5両                                       | 5両                                       | 3両                                       | 二俣線                                    |
| 静岡鉄道管理局                            | 遠江二俣機関区                                    | キハ17形                                  |                                           |                                           |                                           |                                           | 2両                                       | 3両                                       | 2両                                       | 二俣線                                    |
| 長野鉄道管理局                            | 中込機関区 →小海線管理所 →中込機関区              | キハ10形                                  |                                           | 4両                                       | 4両                                       | 4両                                       | 4両                                       | 4両                                       |                                           | 小海線                                    |
| 長野鉄道管理局                            | 中込機関区 →小海線管理所 →中込機関区              | キハ11形                                  |                                           | 1両                                       | 6両                                       | 5両                                       | 2両                                       | 2両                                       |                                           | 小海線                                    |
| 長野鉄道管理局                            | 中込機関区 →小海線管理所 →中込機関区              | キハ51形                                  |                                           |                                           |                                           |                                           | 1両                                       |                                           |                                           | 小海線                                    |
| 長野鉄道管理局                            | 松本機関区                                        | キハ51形                                  |                                           |                                           |                                           |                                           | 3両                                       |                                           |                                           |                                           |
| 長野鉄道管理局                            | 長野機関区/運転所                                 | キハ11形                                  |                                           |                                           |                                           | 4両                                       | 6両                                       | 6両                                       |                                           |                                           |
| 長野鉄道管理局                            | 長野機関区/運転所                                 | キハ17形                                  |                                           |                                           |                                           |                                           | 1両                                       | 1両                                       |                                           |                                           |
| 金沢鉄道管理局                            | 敦賀機関区 →敦賀第一機関区                        | キハ11形                                  |                                           | 4両                                       | 2両                                       |                                           |                                           |                                           |                                           |                                           |
| 金沢鉄道管理局                            | 高岡機関区/管理所/支区                            | キハ10形                                  |                                           | 9両                                       | 9両                                       | 9両                                       | 9両                                       |                                           |                                           | 氷見線、城端線                            |
| 金沢鉄道管理局                            | 高岡機関区/管理所/支区                            | キハ11形                                  |                                           | 1両                                       |                                           |                                           |                                           |                                           |                                           | 氷見線、城端線                            |
| 金沢鉄道管理局                            | 高岡機関区/管理所/支区                            | キハ17形                                  |                                           |                                           |                                           | 1両                                       |                                           |                                           |                                           | 氷見線、城端線                            |
| 金沢鉄道管理局                            | 富山機関区 →富山第一機関区                        | キハ10形                                  |                                           |                                           |                                           |                                           |                                           | 5両                                       |                                           |                                           |
| 金沢鉄道管理局                            | 富山機関区 →富山第一機関区                        | キハ51形                                  |                                           |                                           |                                           |                                           |                                           | 3両                                       | 3両                                       |                                           |
| 金沢鉄道管理局                            | 七尾線管理所 →七尾機関区                          | キハ51形                                  |                                           |                                           | 4両                                       | 2両                                       |                                           |                                           |                                           | 七尾線、能登線                            |
| 金沢鉄道管理局                            | 七尾線管理所 →七尾機関区                          | キユニ17形                                |                                           |                                           |                                           |                                           | 2両                                       | 2両                                       |                                           | 七尾線、能登線                            |
| 名古屋管理鉄道局                          | 名古屋機関区                                      | キロハ18形                                |                                           | 8両                                       | 3両                                       |                                           |                                           |                                           |                                           | 関西本線準急列車用                        |
| 名古屋管理鉄道局                          | 名古屋機関区                                      | キハ50形                                  |                                           | 2両                                       |                                           |                                           |                                           |                                           |                                           | 関西本線準急列車用                        |
| 名古屋管理鉄道局                          | 名古屋機関区                                      | キハ51形                                  |                                           | 4両                                       |                                           |                                           |                                           |                                           |                                           | 関西本線準急列車用                        |
| 名古屋管理鉄道局                          | 大垣電車区                                        | キハ17形                                  |                                           |                                           |                                           |                                           | 6両                                       |                                           |                                           |                                           |
| 名古屋管理鉄道局                          | 美濃太田機関区                                    | キハ16形                                  |                                           |                                           |                                           |                                           | 3両                                       | 3両                                       |                                           | 高山本線、太多線                          |
| 名古屋管理鉄道局                          | 美濃太田機関区                                    | キハ17形                                  |                                           |                                           |                                           |                                           | 24両                                      | 21両                                      | 4両                                       | 高山本線、太多線                          |
| 名古屋管理鉄道局                          | 美濃太田機関区                                    | キハ18形                                  |                                           |                                           |                                           |                                           | 9両                                       | 9両                                       |                                           | 高山本線、太多線                          |
| 名古屋管理鉄道局                          | 美濃太田機関区                                    | キハ51形                                  |                                           |                                           |                                           |                                           | 4両                                       |                                           |                                           | 高山本線、太多線                          |
| 名古屋管理鉄道局                          | 美濃太田機関区                                    | キユニ17形                                |                                           |                                           |                                           |                                           | 3両                                       | 3両                                       |                                           | 高山本線、太多線                          |
| 名古屋管理鉄道局                          | 多治見機関区                                      | キハ17形                                  | 4両                                       | 24両                                      | 20両                                      | 18両                                      |                                           |                                           |                                           |                                           |
| 名古屋管理鉄道局                          | 多治見機関区                                      | キハ18形                                  |                                           | 3両                                       | 3両                                       | 3両                                       |                                           |                                           |                                           |                                           |
| 天王寺鉄道管理局                          | 亀山機関区                                        | キハ17形                                  |                                           |                                           |                                           | 4両                                       | 2両                                       | 14両                                      |                                           |                                           |
| 天王寺鉄道管理局                          | 亀山機関区                                        | キハユ15形                                |                                           |                                           |                                           | 1両                                       | 1両                                       |                                           |                                           |                                           |
| 天王寺鉄道管理局                          | 伊勢管理所                                        | キハ16形                                  |                                           |                                           |                                           |                                           |                                           | 8両                                       |                                           |                                           |
| 天王寺鉄道管理局                          | 伊勢管理所                                        | キハ17形                                  |                                           |                                           |                                           |                                           |                                           | 7両                                       |                                           |                                           |
| 天王寺鉄道管理局                          | 伊勢管理所                                        | キハ18形                                  |                                           |                                           |                                           |                                           |                                           | 1両                                       |                                           |                                           |
| 天王寺鉄道管理局                          | 奈良気動車区/運転所                               | キロハ18形                                | 1両                                       |                                           |                                           |                                           |                                           |                                           |                                           |                                           |
| 天王寺鉄道管理局                          | 奈良気動車区/運転所                               | キハ10形                                  |                                           | 2両                                       | 2両                                       | 2両                                       | 2両                                       | 2両                                       |                                           |                                           |
| 天王寺鉄道管理局                          | 奈良気動車区/運転所                               | キハ11形                                  |                                           | 2両                                       | 2両                                       | 2両                                       | 2両                                       | 2両                                       |                                           |                                           |
| 天王寺鉄道管理局                          | 奈良気動車区/運転所                               | キハ16形                                  | 5両                                       | 5両                                       | 5両                                       | 5両                                       | 8両                                       |                                           |                                           |                                           |
| 天王寺鉄道管理局                          | 奈良気動車区/運転所                               | キハ17形                                  | 29両                                      | 30両                                      | 33両                                      | 26両                                      | 27両                                      |                                           |                                           |                                           |
| 天王寺鉄道管理局                          | 奈良気動車区/運転所                               | キハ18形                                  | 3両                                       | 2両                                       | 2両                                       | 1両                                       | 1両                                       |                                           |                                           |                                           |
| 天王寺鉄道管理局                          | 奈良気動車区/運転所                               | キハ50形                                  | 2両                                       |                                           |                                           |                                           |                                           |                                           |                                           |                                           |
| 天王寺鉄道管理局                          | 奈良気動車区/運転所                               | キハユ15形                                |                                           |                                           |                                           |                                           |                                           | 1両                                       |                                           |                                           |
| 天王寺鉄道管理局                          | 和歌山機関区                                      | キハ17形                                  | 6両                                       | 3両                                       |                                           | 4両                                       | 6両                                       |                                           |                                           |                                           |
| 天王寺鉄道管理局                          | 和歌山機関区                                      | キハニ15形                                |                                           |                                           |                                           | 1両                                       |                                           |                                           |                                           |                                           |
| 大阪鉄道管理局                            | 梅小路機関区                                      | キハ17形                                  | 10両                                      | 4両                                       | 7両                                       | 2両                                       | 2両                                       |                                           |                                           |                                           |
| 大阪鉄道管理局                            | 向日町運転所                                      | キハ17形                                  |                                           |                                           |                                           |                                           |                                           | 3両                                       |                                           |                                           |
| 大阪鉄道管理局                            | 宮原機関区                                        | キハ17形                                  | 8両                                       | 8両                                       | 8両                                       |                                           |                                           |                                           |                                           |                                           |
| 大阪鉄道管理局                            | 加古川気動車区 →加古川線管理所 →加古川気動車区    | キハ11形                                  |                                           | 3両                                       | 1両                                       | 1両                                       | 1両                                       |                                           |                                           |                                           |
| 大阪鉄道管理局                            | 加古川気動車区 →加古川線管理所 →加古川気動車区    | キハ17形                                  |                                           |                                           | 2両                                       | 2両                                       | 2両                                       |                                           |                                           |                                           |
| 大阪鉄道管理局                            | 姫路機関区 →姫路第一機関区                        | キハ17形                                  |                                           |                                           |                                           |                                           | 4両                                       | 4両                                       |                                           |                                           |
| 福知山鉄道管理局                          | 福知山機関区                                      | キハ10形                                  |                                           | 4両                                       | 4両                                       | 4両                                       | 2両                                       | 2両                                       |                                           |                                           |
| 福知山鉄道管理局                          | 福知山機関区                                      | キハ17形                                  |                                           | 6両                                       | 5両                                       | 13両                                      | 12両                                      | 10両                                      |                                           |                                           |
| 福知山鉄道管理局                          | 豊岡機関区                                        | キハ10形                                  |                                           |                                           |                                           |                                           | 2両                                       | 2両                                       |                                           |                                           |
| 福知山鉄道管理局                          | 豊岡機関区                                        | キハ17形                                  |                                           | 2両                                       | 1両                                       | 1両                                       |                                           | 5両                                       |                                           |                                           |
| 福知山鉄道管理局                          | 豊岡機関区                                        | キユニ11形                                |                                           |                                           |                                           |                                           |                                           |                                           | 1両                                       |                                           |
| 岡山鉄道管理局                            | 岡山支区/気動車区                                 | キハ10形                                  |                                           | 3両                                       | 3両                                       | 3両                                       | 3両                                       | 3両                                       |                                           |                                           |
| 岡山鉄道管理局                            | 岡山支区/気動車区                                 | キハ16形                                  | 5両                                       | 5両                                       | 5両                                       | 5両                                       | 4両                                       | 3両                                       |                                           |                                           |
| 岡山鉄道管理局                            | 岡山支区/気動車区                                 | キハ17形                                  | 7両                                       | 7両                                       | 8両                                       | 9両                                       | 17両                                      | 20両                                      |                                           |                                           |
| 岡山鉄道管理局                            | 岡山支区/気動車区                                 | キハ18形                                  | 2両                                       | 1両                                       | 1両                                       | 1両                                       | 1両                                       | 5両                                       |                                           |                                           |
| 岡山鉄道管理局                            | 岡山支区/気動車区                                 | キユニ18形                                |                                           |                                           |                                           |                                           |                                           | 3両                                       | 3両                                       |                                           |
| 米子鉄道管理局                            | 鳥取機関区                                        | キハ17形                                  |                                           | 5両                                       | 3両                                       | 7両                                       | 5両                                       | 1両                                       |                                           |                                           |
| 米子鉄道管理局                            | 西鳥取運転区                                      | キハ16形                                  |                                           |                                           |                                           |                                           |                                           | 1両                                       |                                           |                                           |
| 米子鉄道管理局                            | 西鳥取運転区                                      | キハ17形                                  |                                           |                                           |                                           |                                           |                                           | 10両                                      |                                           |                                           |
| 米子鉄道管理局                            | 米子機関区                                        | キハ17形                                  |                                           |                                           |                                           |                                           |                                           | 7両                                       |                                           |                                           |
| 米子鉄道管理局                            | 米子機関区                                        | キユニ17形                                |                                           |                                           |                                           |                                           |                                           | 1両                                       | 1両                                       |                                           |
| 米子鉄道管理局                            | 米子機関区                                        | キユニ18形                                |                                           |                                           |                                           |                                           | 2両                                       | 2両                                       | 2両                                       |                                           |
| 米子鉄道管理局                            | 浜田機関区                                        | キハ11形                                  |                                           |                                           | 2両                                       | 2両                                       | 2両                                       | 2両                                       |                                           |                                           |
| 米子鉄道管理局                            | 浜田機関区                                        | キハ16形                                  |                                           |                                           |                                           |                                           | 1両                                       | 2両                                       |                                           |                                           |
| 米子鉄道管理局                            | 浜田機関区                                        | キハ17形                                  |                                           | 11両                                      | 8両                                       | 4両                                       | 5両                                       | 7両                                       |                                           |                                           |
| 広島鉄道管理局/中国支社                   | 広島第二機関区 →広島機関区/運転所                 | キハ17形                                  |                                           |                                           |                                           |                                           |                                           | 3両                                       |                                           |                                           |
| 広島鉄道管理局/中国支社                   | 広島第二機関区 →広島機関区/運転所                 | キユニ11形                                |                                           |                                           |                                           |                                           | 1両                                       | 1両                                       | 1両                                       |                                           |
| 広島鉄道管理局/中国支社                   | 岩国機関区                                        | キロハ18形                                |                                           |                                           | 3両                                       |                                           |                                           |                                           |                                           |                                           |
| 広島鉄道管理局/中国支社                   | 岩国機関区                                        | キハ16形                                  |                                           | 4両                                       | 4両                                       | 4両                                       | 2両                                       |                                           |                                           |                                           |
| 広島鉄道管理局/中国支社                   | 岩国機関区                                        | キハ17形                                  |                                           | 16両                                      | 14両                                      | 15両                                      | 20両                                      | 2両                                       |                                           |                                           |
| 広島鉄道管理局/中国支社                   | 三次機関区 →芸備線管理所 →三好機関区              | キハ11形                                  |                                           |                                           | 2両                                       | 3両                                       | 3両                                       | 4両                                       | 4両                                       |                                           |
| 広島鉄道管理局/中国支社                   | 三次機関区 →芸備線管理所 →三好機関区              | キハ11形100番台                           |                                           |                                           | 3両                                       | 3両                                       | 2両                                       | 2両                                       | 2両                                       |                                           |
| 広島鉄道管理局/中国支社                   | 三次機関区 →芸備線管理所 →三好機関区              | キハ16形                                  |                                           |                                           |                                           |                                           |                                           | 1両                                       |                                           |                                           |
| 広島鉄道管理局/中国支社                   | 三次機関区 →芸備線管理所 →三好機関区              | キハ17形                                  |                                           |                                           |                                           |                                           |                                           | 2両                                       |                                           |                                           |
| 広島鉄道管理局/中国支社                   | 三次機関区 →芸備線管理所 →三好機関区              | キハユニ18形                              |                                           |                                           |                                           |                                           | 1両                                       |                                           |                                           |                                           |
| 広島鉄道管理局/中国支社                   | 長門機関区                                        | キハ17形                                  |                                           |                                           |                                           | 1両                                       |                                           |                                           |                                           |                                           |
| 広島鉄道管理局/中国支社                   | 厚狭機関区                                        | キハ10形                                  |                                           | 3両                                       |                                           |                                           |                                           |                                           |                                           |                                           |
| 広島鉄道管理局/中国支社                   | 厚狭機関区                                        | キハ16形                                  |                                           |                                           |                                           |                                           |                                           | 1両                                       |                                           |                                           |
| 広島鉄道管理局/中国支社                   | 厚狭機関区                                        | キハ17形                                  |                                           | 4両                                       | 5両                                       | 7両                                       | 1両                                       | 5両                                       | 4両                                       |                                           |
| 広島鉄道管理局/中国支社                   | 厚狭機関区                                        | キハ18形                                  |                                           |                                           |                                           |                                           |                                           | 1両                                       |                                           |                                           |
| 広島鉄道管理局/中国支社                   | 厚狭機関区                                        | キハユニ17形                              |                                           |                                           |                                           |                                           |                                           | 1両                                       | 1両                                       |                                           |
| 広島鉄道管理局/中国支社                   | 小郡機関区                                        | キハ17形                                  |                                           |                                           |                                           |                                           | 2両                                       | 8両                                       |                                           |                                           |
| 広島鉄道管理局/中国支社                   | 小郡機関区                                        | キユニ17形                                |                                           |                                           |                                           |                                           | 1両                                       | 1両                                       |                                           |                                           |
| 四国鉄道管理局/支社/総局                  | 高松機関区/運転区                                 | キロハ18形                                |                                           |                                           | 2両                                       |                                           |                                           |                                           |                                           |                                           |
| 四国鉄道管理局/支社/総局                  | 高松機関区/運転区                                 | キハ17形                                  | 3両                                       | 3両                                       | 8両                                       | 1両                                       | 1両                                       | 1両                                       |                                           |                                           |
| 四国鉄道管理局/支社/総局                  | 高松機関区/運転区                                 | キハ18形                                  |                                           |                                           | 1両                                       | 2両                                       |                                           |                                           |                                           |                                           |
| 四国鉄道管理局/支社/総局                  | 高松機関区/運転区                                 | キユニ15形                                |                                           |                                           |                                           | 5両                                       | 5両                                       | 5両                                       | 4両                                       |                                           |
| 四国鉄道管理局/支社/総局                  | 高松機関区/運転区                                 | キユニ17形                                |                                           |                                           |                                           |                                           | 4両                                       | 2両                                       |                                           |                                           |
| 四国鉄道管理局/支社/総局                  | 高松機関区/運転区                                 | キニ15形                                  |                                           |                                           |                                           | 2両                                       | 2両                                       | 2両                                       | 1両                                       |                                           |
| 四国鉄道管理局/支社/総局                  | 高松機関区/運転区                                 | キニ17形                                  |                                           |                                           |                                           |                                           | 5両                                       | 5両                                       | 5両                                       |                                           |
| 四国鉄道管理局/支社/総局                  | 松山機関区/気動車区                               | キハ17形                                  |                                           |                                           |                                           | 16両                                      | 17両                                      | 11両                                      |                                           |                                           |
| 四国鉄道管理局/支社/総局                  | 松山機関区/気動車区                               | キハ18形                                  |                                           |                                           |                                           |                                           | 2両                                       |                                           |                                           |                                           |
| 四国鉄道管理局/支社/総局                  | 徳島支区/気動車区                                 | キハ11形                                  |                                           | 3両                                       | 6両                                       | 7両                                       | 7両                                       |                                           |                                           |                                           |
| 四国鉄道管理局/支社/総局                  | 徳島支区/気動車区                                 | キハ17形                                  | 7両                                       | 12両                                      | 9両                                       |                                           |                                           |                                           |                                           |                                           |
| 四国鉄道管理局/支社/総局                  | 徳島支区/気動車区                                 | キハ18形                                  | 1両                                       |                                           | 1両                                       |                                           |                                           |                                           |                                           |                                           |
| 門司鉄道管理局                            | 直方客貨車区/気動車区                             | キハ10形                                  |                                           |                                           |                                           |                                           |                                           | 4両                                       |                                           |                                           |
| 門司鉄道管理局                            | 直方客貨車区/気動車区                             | キハ11形                                  |                                           |                                           |                                           |                                           |                                           | 1両                                       |                                           |                                           |
| 門司鉄道管理局                            | 直方客貨車区/気動車区                             | キハ16形                                  |                                           |                                           |                                           |                                           | 8両                                       | 8両                                       |                                           |                                           |
| 門司鉄道管理局                            | 直方客貨車区/気動車区                             | キハ17形                                  |                                           |                                           |                                           | 7両                                       | 7両                                       | 11両                                      |                                           |                                           |
| 門司鉄道管理局                            | 直方客貨車区/気動車区                             | キハ18形                                  |                                           |                                           |                                           |                                           |                                           | 1両                                       |                                           |                                           |
| 門司鉄道管理局                            | 竹下支区/気動車区                                 | キハ10形                                  |                                           |                                           |                                           | 1両                                       | 1両                                       |                                           | 3両                                       |                                           |
| 門司鉄道管理局                            | 竹下支区/気動車区                                 | キハ16形                                  | 1両                                       | 3両                                       | 3両                                       | 2両                                       | 1両                                       |                                           |                                           |                                           |
| 門司鉄道管理局                            | 竹下支区/気動車区                                 | キハ17形                                  | 3両                                       | 16両                                      | 16両                                      | 4両                                       | 4両                                       | 8両                                       | 2両                                       |                                           |
| 門司鉄道管理局                            | 佐賀機関区                                        | キハ10形                                  |                                           | 3両                                       | 3両                                       | 1両                                       | 1両                                       |                                           |                                           |                                           |
| 門司鉄道管理局                            | 佐賀機関区                                        | キハ16形                                  | 10両                                      | 7両                                       | 7両                                       | 5両                                       | 5両                                       | 4両                                       |                                           |                                           |
| 門司鉄道管理局                            | 佐賀機関区                                        | キハ17形                                  |                                           | 14両                                      | 14両                                      | 11両                                      | 17両                                      | 18両                                      |                                           |                                           |
| 門司鉄道管理局                            | 東唐津機関区/管理所 →筑肥線管理所 →東唐津気動車区 | キハ10形                                  |                                           | 3両                                       | 3両                                       | 4両                                       | 2両                                       | 2両                                       |                                           | 筑肥線                                    |
| 門司鉄道管理局                            | 東唐津機関区/管理所 →筑肥線管理所 →東唐津気動車区 | キハ16形                                  | 3両                                       | 2両                                       | 2両                                       | 2両                                       | 2両                                       | 5両                                       |                                           | 筑肥線                                    |
| 門司鉄道管理局                            | 東唐津機関区/管理所 →筑肥線管理所 →東唐津気動車区 | キハ17形                                  | 7両                                       | 12両                                      | 12両                                      | 10両                                      | 6両                                       | 20両                                      |                                           | 筑肥線                                    |
| 門司鉄道管理局                            | 早岐機関区                                        | キハ17形                                  |                                           |                                           |                                           |                                           |                                           |                                           | 23両                                      |                                           |
| 門司鉄道管理局                            | 長崎機関区                                        | キハ10形                                  |                                           |                                           |                                           |                                           | 2両                                       | 3両                                       | 3両                                       |                                           |
| 門司鉄道管理局                            | 長崎機関区                                        | キハ11形                                  |                                           |                                           |                                           |                                           |                                           | 2両                                       | 3両                                       |                                           |
| 門司鉄道管理局                            | 長崎機関区                                        | キハ16形                                  |                                           |                                           |                                           | 1両                                       | 1両                                       |                                           |                                           |                                           |
| 門司鉄道管理局                            | 長崎機関区                                        | キハ17形                                  |                                           |                                           |                                           | 18両                                      | 18両                                      | 7両                                       | 5両                                       |                                           |
| 門司鉄道管理局                            | 長崎機関区                                        | キハ18形                                  |                                           |                                           |                                           |                                           |                                           | 2両                                       |                                           |                                           |
| 大分鉄道管理局                            | 大分運転所                                        | キハ17形                                  |                                           |                                           |                                           |                                           | 1両                                       | 1両                                       |                                           |                                           |
| 大分鉄道管理局                            | 南延岡運転区                                      | キハ10形                                  |                                           |                                           | 3両                                       | 3両                                       | 3両                                       |                                           |                                           |                                           |
| 大分鉄道管理局                            | 南延岡運転区                                      | キハ11形                                  |                                           |                                           |                                           |                                           |                                           | 4両                                       |                                           |                                           |
| 熊本鉄道管理局                            | 人吉機関区                                        | キハ16形                                  | 3両                                       | 6両                                       | 7両                                       | 6両                                       | 7両                                       | 6両                                       | 1両                                       |                                           |
| 熊本鉄道管理局                            | 人吉機関区                                        | キハ17形                                  |                                           | 2両                                       | 2両                                       | 8両                                       | 8両                                       | 12両                                      |                                           |                                           |
| 鹿児島鉄道管理局                          | 鹿児島機関区/運転所                               | キハ10形                                  |                                           | 2両                                       | 2両                                       | 1両                                       |                                           |                                           |                                           |                                           |
| 鹿児島鉄道管理局                          | 鹿児島機関区/運転所                               | キハ11形                                  |                                           |                                           | 2両                                       | 3両                                       | 3両                                       | 2両                                       |                                           |                                           |
| 鹿児島鉄道管理局                          | 鹿児島機関区/運転所                               | キハ16形                                  | 2両                                       | 4両                                       | 2両                                       | 2両                                       |                                           | 1両                                       |                                           |                                           |
| 鹿児島鉄道管理局                          | 鹿児島機関区/運転所                               | キハ17形                                  |                                           | 12両                                      | 5両                                       | 3両                                       | 3両                                       | 8両                                       |                                           |                                           |
| 鹿児島鉄道管理局                          | 吉松機関区                                        | キハ16形                                  |                                           |                                           |                                           | 1両                                       | 1両                                       |                                           |                                           |                                           |
| 鹿児島鉄道管理局                          | 吉松機関区                                        | キハ17形                                  |                                           |                                           |                                           | 3両                                       | 3両                                       |                                           |                                           |                                           |
| 鹿児島鉄道管理局                          | 志布志機関区 →志布志・古江線管理所 →志布志機関区  | キハ10形                                  |                                           |                                           |                                           |                                           | 1両                                       | 1両                                       | 1両                                       |                                           |
| 鹿児島鉄道管理局                          | 志布志機関区 →志布志・古江線管理所 →志布志機関区  | キハ11形                                  |                                           | 4両                                       | 2両                                       | 3両                                       | 2両                                       | 3両                                       | 3両                                       |                                           |
| 鹿児島鉄道管理局                          | 志布志機関区 →志布志・古江線管理所 →志布志機関区  | キハ16形                                  | 2両                                       | 2両                                       | 2両                                       | 2両                                       | 2両                                       | 4両                                       |                                           |                                           |
| 鹿児島鉄道管理局                          | 志布志機関区 →志布志・古江線管理所 →志布志機関区  | キハ17形                                  | 3両                                       | 7両                                       | 8両                                       | 2両                                       | 3両                                       | 9両                                       | 6両                                       |                                           |
| 鹿児島鉄道管理局                          | 都城支区/機関区                                   | キハ10形                                  |                                           |                                           |                                           | 1両                                       | 1両                                       | 1両                                       |                                           |                                           |
| 鹿児島鉄道管理局                          | 都城支区/機関区                                   | キハ11形                                  |                                           |                                           |                                           | 1両                                       |                                           |                                           |                                           |                                           |
| 鹿児島鉄道管理局                          | 都城支区/機関区                                   | キハ16形                                  |                                           |                                           | 2両                                       | 1両                                       | 4両                                       | 2両                                       |                                           |                                           |
| 鹿児島鉄道管理局                          | 都城支区/機関区                                   | キハ17形                                  |                                           |                                           | 5両                                       | 6両                                       | 10両                                      | 8両                                       | 2両                                       |                                           |
| 形式別小計                                | 形式別小計                                        | キロハ18形                                | 5両                                       | 8両                                       | 8両                                       |                                           |                                           |                                           |                                           |                                           |
| 形式別小計                                | 形式別小計                                        | キハ10形                                  |                                           | 70両                                      | 70両                                      | 70両                                      | 70両                                      | 65両                                      | 15両                                      |                                           |
| 形式別小計                                | 形式別小計                                        | キハ11形                                  |                                           | 63両                                      | 63両                                      | 63両                                      | 61両                                      | 59両                                      | 20両                                      |                                           |
| 形式別小計                                | 形式別小計                                        | キハ11形100番台                           |                                           | 11両                                      | 11両                                      | 11両                                      | 10両                                      | 10両                                      | 2両                                       |                                           |
| 形式別小計                                | 形式別小計                                        | キハ12形                                  |                                           | 22両                                      | 22両                                      | 22両                                      | 22両                                      | 22両                                      | 3両                                       |                                           |
| 形式別小計                                | 形式別小計                                        | キハ16形                                  | 82両                                      | 99両                                      | 99両                                      | 99両                                      | 91両                                      | 87両                                      | 3両                                       |                                           |
| 形式別小計                                | 形式別小計                                        | キハ17形                                  | 215両                                     | 402両                                     | 402両                                     | 400両                                     | 383両                                     | 373両                                     | 82両                                      |                                           |
| 形式別小計                                | 形式別小計                                        | キハ18形                                  | 31両                                      | 31両                                      | 31両                                      | 30両                                      | 30両                                      | 19両                                      |                                           |                                           |
| 形式別小計                                | 形式別小計                                        | キハ50形                                  | 2両                                       | 2両                                       | 2両                                       |                                           |                                           |                                           |                                           |                                           |
| 形式別小計                                | 形式別小計                                        | キハ51形                                  |                                           | 20両                                      | 20両                                      | 20両                                      | 15両                                      | 15両                                      | 15両                                      |                                           |
| 形式別小計                                | 形式別小計                                        | キハユ15形                                |                                           |                                           |                                           | 1両                                       | 1両                                       | 1両                                       |                                           |                                           |
| 形式別小計                                | 形式別小計                                        | キハユニ17形                              |                                           |                                           |                                           | 1両                                       | 1両                                       | 1両                                       | 1両                                       |                                           |
| 形式別小計                                | 形式別小計                                        | キハユニ18形                              |                                           |                                           |                                           |                                           | 6両                                       | 2両                                       |                                           |                                           |
| 形式別小計                                | 形式別小計                                        | キハニ15形                                |                                           |                                           |                                           | 1両                                       | 1両                                       | 1両                                       |                                           |                                           |
| 形式別小計                                | 形式別小計                                        | キユニ11形                                |                                           |                                           |                                           |                                           | 3両                                       | 3両                                       | 2両                                       |                                           |
| 形式別小計                                | 形式別小計                                        | キユニ15形                                |                                           |                                           |                                           | 5両                                       | 5両                                       | 5両                                       | 4両                                       |                                           |
| 形式別小計                                | 形式別小計                                        | キユニ17形                                |                                           |                                           |                                           |                                           | 10両                                      | 9両                                       | 1両                                       |                                           |
| 形式別小計                                | 形式別小計                                        | キユニ18形                                |                                           |                                           |                                           |                                           | 2両                                       | 6両                                       | 5両                                       |                                           |
| 形式別小計                                | 形式別小計                                        | キニ15形                                  |                                           |                                           |                                           | 2両                                       | 2両                                       | 2両                                       | 1両                                       |                                           |
| 形式別小計                                | 形式別小計                                        | キニ17形                                  |                                           |                                           |                                           |                                           | 5両                                       | 5両                                       | 5両                                       |                                           |
| 形式別小計                                | 形式別小計                                        | キニ55形                                  |                                           |                                           |                                           |                                           | 4両                                       | 4両                                       | 4両                                       |                                           |
| 総計                                      | 総計                                              | 総計                                      | 335両                                     | 728両                                     | 728両                                     | 725両                                     | 722両                                     | 689両                                     | 163両                                     |                                           |
| 1. 2. 3. 4.                               |                                                   |                                           |                                           |                                           |                                           |                                           |                                           |                                           |                                           |                                           |

## 私鉄向け同系車
キハ10系が量産された1953 - 57年の間には、私鉄各社も気動車を新造していたが、本系列の設計を採用した私鉄向け気動車は少ない。編成運転が前提の前面貫通型、全長20 m級の狭幅車体、バス窓、TC-2液体変速機、DA-1系自動空気ブレーキ、DT19系台車を採用、というキハ10系の要素を揃えた私鉄車両は、南薩鉄道（後の鹿児島交通）のキハ300形のみとなる。

### 南薩鉄道キハ300形

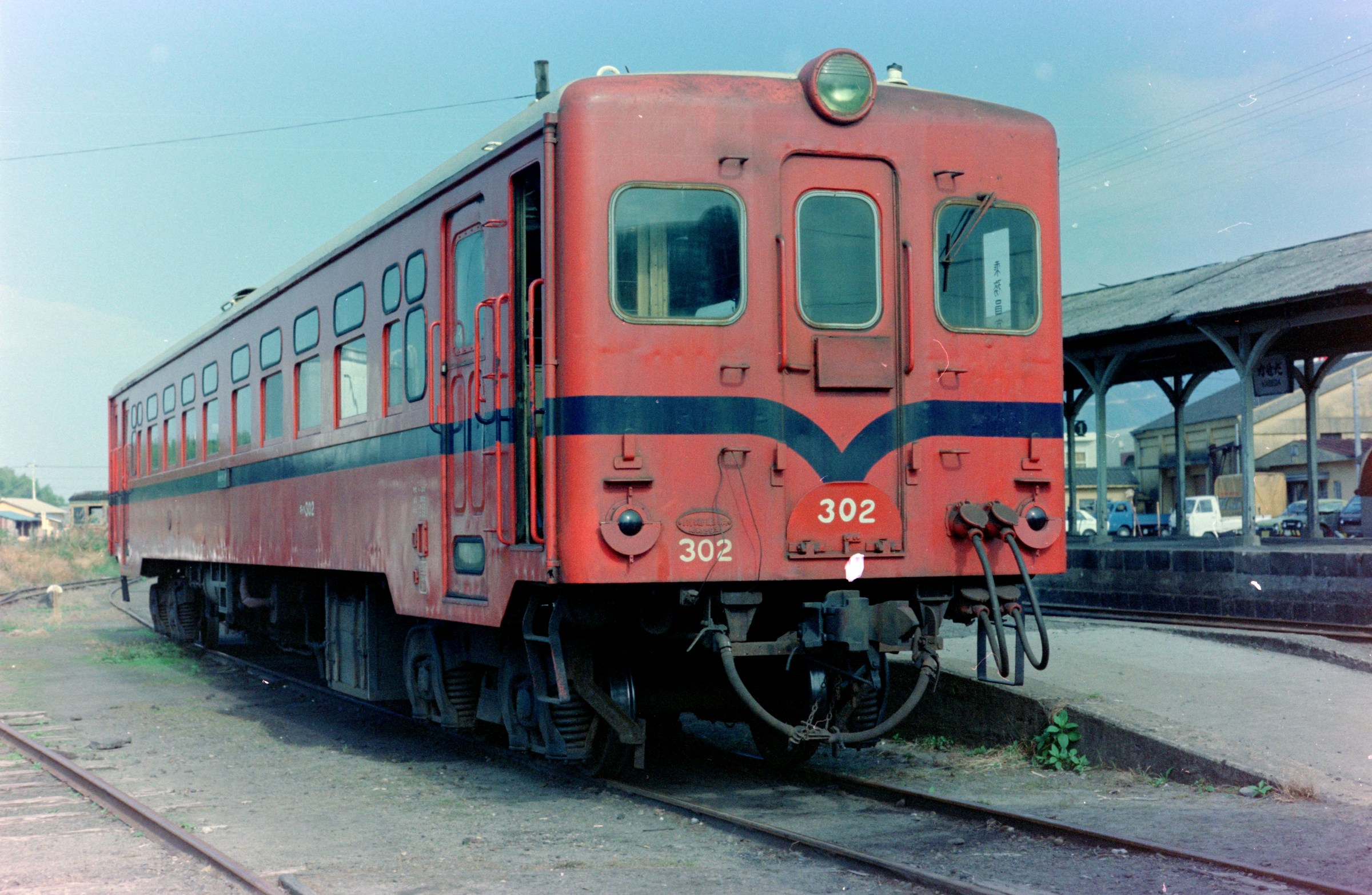
鹿児島交通キハ300形（加世田駅、1980年）

1954年8月に川崎車輛でキハ301 - 303の3両が製造された。トイレなしの両運転台車という点はキハ10形に類似するが、同形式より前に製造されたことからキハ17形をベースに両運転台化した設計となった。台枠はキハ17形のUF217の”後位側の枕梁から後位側”に”前位側の枕梁から前位（運転室側）側”を反転して継ぎ、台車間を30 mm短縮したもの、構体はキハ17形の"4-5箇所目の側窓間の中央から前位側”に、"これを反転したもの"を継いだものとなっており、このため車体長がキハ10形よりも30mm短くなっているほか、キハ10形とは窓の間隔が一部異り、シートピッチも1430 mmとなっている。
エンジンは国鉄車と異なり三菱日本重工製DH2L-P（出力　標準160 PS / 1400 rpm、最大230 PS / 1800 rpm）が搭載された。過給器付きで、主にボンネット型大型トラックや建機等に使用された機関であった。液体変速機は車両台帳ではDB115MS260、整備台帳ではDF115、仕様書ではDFN115とされており、詳細は不明である。台車はキハ17形と同じDT19・TR49であったほか、車体前面は幌枠が無く貫通扉両脇に手すりが設置された。
1968年にはDMH17Cエンジンに換装され、同時期に液体変速機も振興造機製のTC2に変更された。塗装は登場時は国鉄旧一般色に類似した黄褐色と青色のツートンであったが、1964 - 65年にオレンジに紺色帯の塗装に変更された。
導入時より鹿児島本線伊集院駅 - 西鹿児島駅（現・鹿児島中央駅）への直通乗り入れ運転にも充当されており、1965年には国鉄型ATSを搭載した（鹿児島交通線内は最後までATS未設置であった）。1984年3月の枕崎線廃線まで使用され、廃線後は3両全車が解体された。

## 譲渡車両
1970-80年代にキハ10形12両、キハ11形5両、キハ17形4両が地方の私鉄に譲渡された。

### 津軽鉄道
津軽鉄道には1975年にキハ11形2両（キハ11 11, 32）が譲渡され、キハ2400形キハ24025, 20426となった。入線時に新潟鐵工所でトイレの撤去、側窓のアルミサッシ化と塗装変更が実施されている。
キハ24025（国鉄時代の旧番号キハ11 31）は廃車後、車体部分を解体して台枠以下がカラオケボックスの基礎として使われた。キハ24026（国鉄時代の旧番号キハ11 32）は、2006年（平成18年）12月まで津軽中里駅の側線に保管されていたが、後に解体された。

### 南部縦貫鉄道

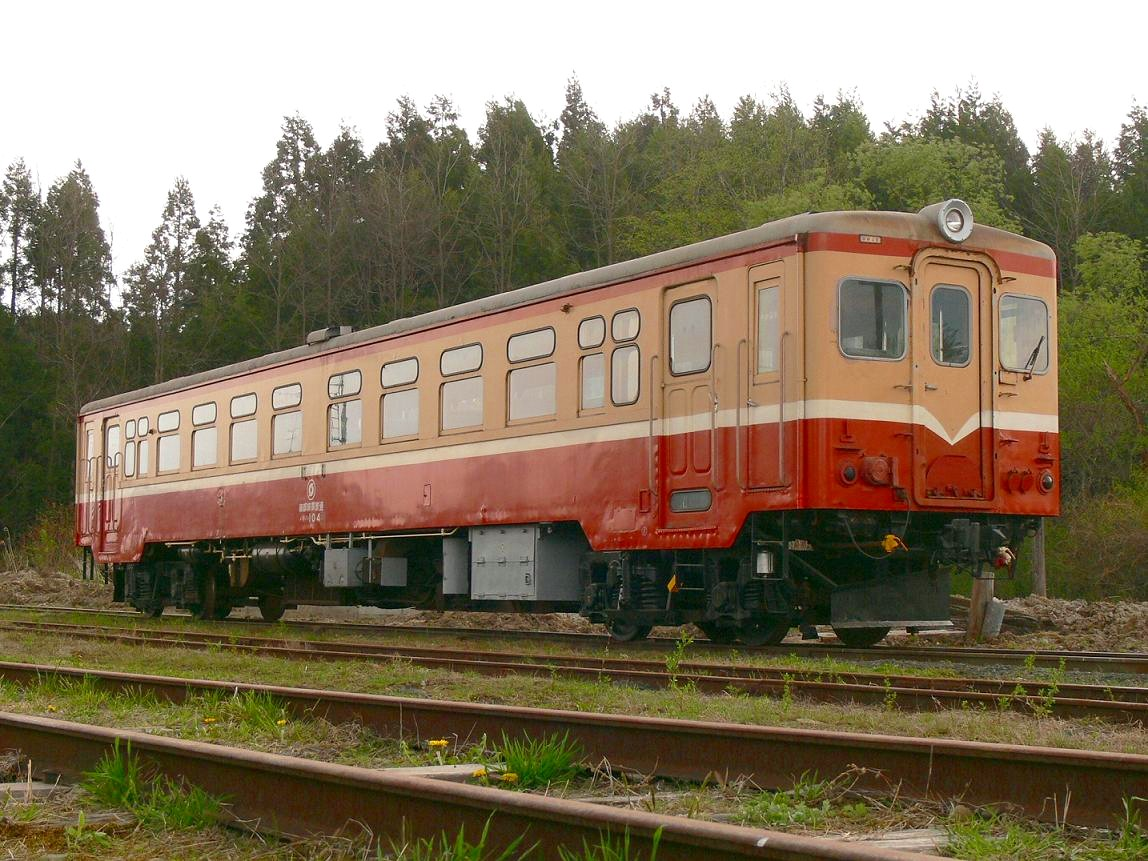
南部縦貫鉄道キハ104（旧七戸駅にて動態保存）

南部縦貫鉄道には1980年にキハ10形1両（キハ10 45）が譲渡され、キハ10形キハ104となった。台車は国鉄時代にDT22・TR51に交換されている。
朝夕の通学時間帯に運用されたが、利用客が減少すると燃費の悪さなどから稼働機会は減少した。南部縦貫鉄道は1997年に休止、2002年に廃止となったが、廃止後も旧七戸駅でレールバスのキハ101・102とともに動態保存されている。

### 茨城交通

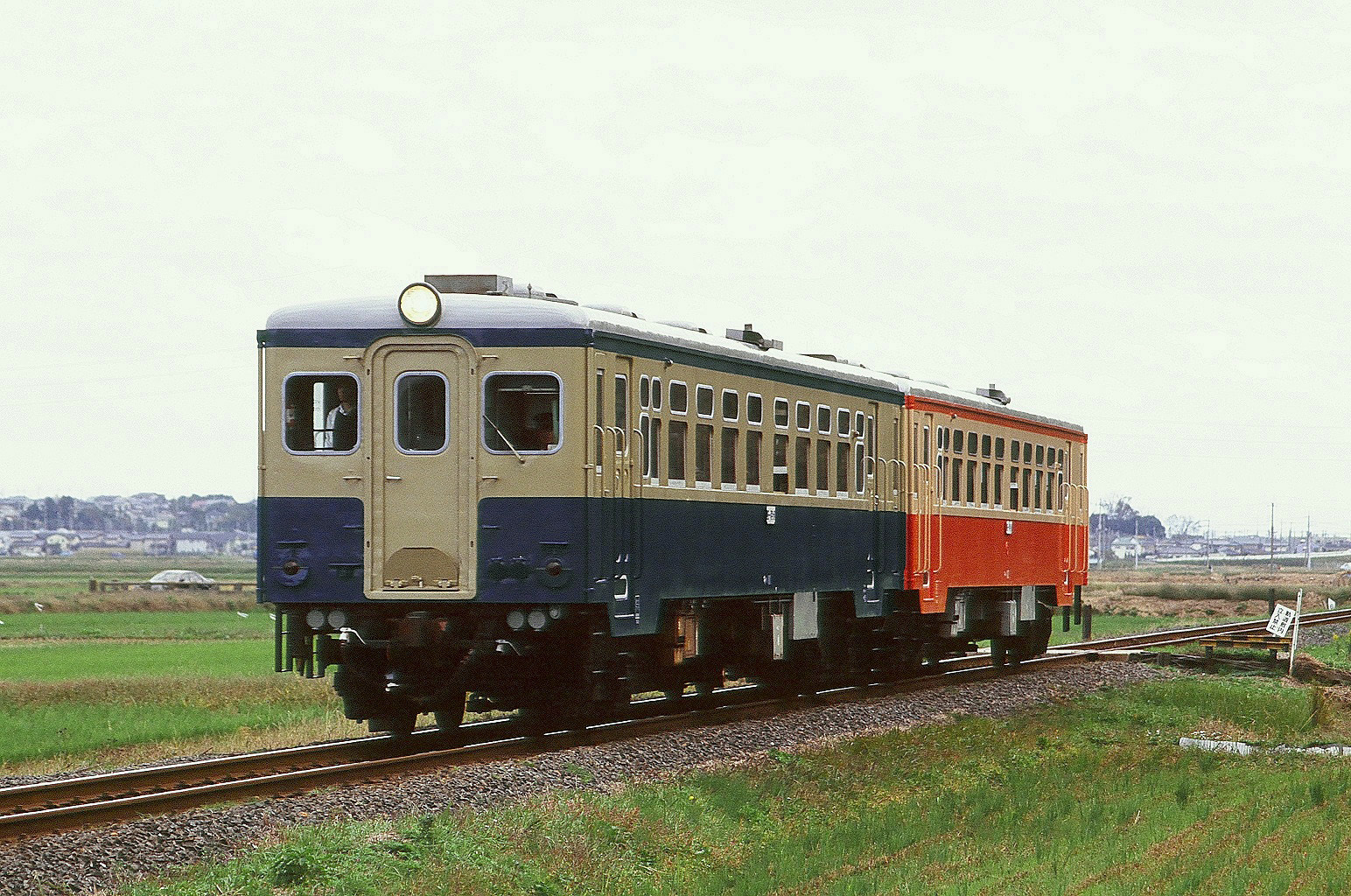
旧国鉄塗装が復刻された茨城交通キハ11 1とキハ11 2。手前の車両が「旧一般色」、奥の車両が「新一般色」

茨城交通（現・ひたちなか海浜鉄道）には1980年にキハ11形3両（キハ11 19, 25, 26）が譲渡され、キハ11形1 - 3となった。入線後しばらくは首都圏色で使用されたが、クリームに青のツートン塗装を経て白地に赤・青ストライプの茨城交通バス塗装に変更されている。トイレは閉鎖され、後に撤去された。
1990年に鹿島臨海鉄道2000形を譲受したキハ20形を導入したことに伴い運用が減少し、1995年のキハ3710形導入によりキハ11形は1995年に通常の運用から外された。1995年にはキハ11 1が黄褐色と青の国鉄旧一般色に、1996年にはキハ11 2が朱色とクリームの国鉄一般色に変更された。
キハ11 3（旧キハ48036 → キハ11 26）は1995年の廃車後JR東海に譲渡され、キハ48036として佐久間レールパーク→リニア・鉄道館に収蔵・展示された。キハ11 1（旧キハ11 19）は1997年の廃車後、阿字ヶ浦駅で海水浴客の更衣室として使われた後に解体され、カットボディが映画『鉄道員』撮影用セットに使用された。キハ112（旧キハ11 25）は2004年まで営業運転に使用されたのち、キハ11 25として鉄道博物館に収蔵・展示されている。

### 筑波鉄道
1979年に関東鉄道から分離された筑波鉄道にはキハ10形1両（キハ10 47）が譲渡され、キハ820形キハ821となった。分離元の関東鉄道ではキハ10系を新製車体に更新したキハ310形が導入されたが、筑波鉄道ではキハ10系の車体のまま使用された。塗装は筑波鉄道標準色となり、貫通幌を撤去して幌枠横に手すりが設置された。
1987年筑波線廃止まで使用され、4月の路線廃止とともに廃車された。

### 鹿島臨海鉄道
鹿島臨海鉄道には1978年にキハ10形2両（キハ10 11, 36）が譲渡され、キハ1000形1001, 1002となった。成田空港へのジェット燃料暫定輸送（パイプライン完成まで）に対する見返りとして旅客営業を開始した鹿島臨港線向けで、国鉄鹿島線に乗り入れて鹿島神宮駅 - 北鹿島駅（貨物駅） - 鹿島港南駅間で運用された。
パイプライン完成に伴い1983年には鹿島臨港線の旅客輸送が廃止となり、1984年に廃車となった。廃車後にキハ1001は千葉県佐原市（2006年の合併後は香取市）の釣り堀で休憩所として使用されていた。

### 加悦鉄道
加悦鉄道には1980年にキハ10形1両（キハ10 18）が譲渡された。1985年の加悦鉄道廃止とともに廃車となったが、加悦SL広場に保存された。加悦SL広場は2020年3月末に閉園したが、2020年時点でも解体されず残されている。

### 水島臨海鉄道

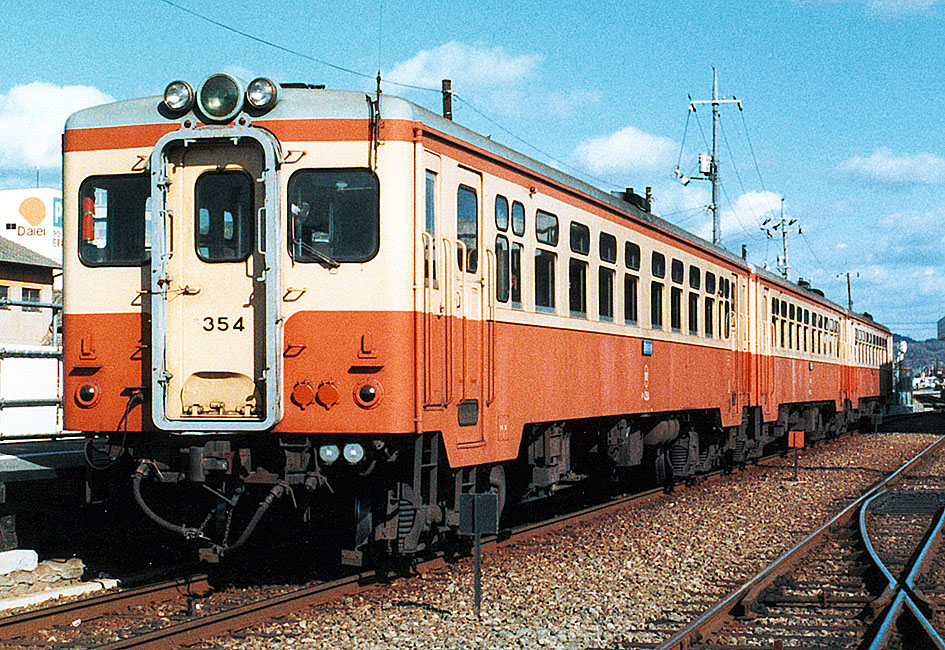
水島臨海鉄道キハ35形354（元キハ10 5）、旧前照灯を撤去せず、その両脇にシールドビームを設置している、水島駅（1985年頃）

水島臨海鉄道には1976 - 80年にキハ10形7両（キハ10 3, 7, 4, 5, 53, 58, 60）が譲渡され、キハ35形351 - 357となった。キハ35形により在来の旅客車が全て置き換えられたが、元国鉄キハ20形であるキハ20形により置換えられ、1987 - 89年に廃車されている。

### 島原鉄道
島原鉄道には1975年にキハ16形4両（キハ16 16・18・21・76）が譲受され、キハ16形1601 - 1603, 1605となった。島原鉄道では末尾4を忌み番としており、キハ1604は欠番である。キハ16形の譲渡車は関東鉄道の車体更新車を除くと島原鉄道の4両のみであった。
1979年にはキハ17形4両（キハ17 30・34・35・91）が譲渡され、キハ17形キハ1701 - 1703・1705となった。キハ16形と同様に末尾4の1704は欠番である。
1981年にはキハ1702・1703が半室郵便車のキハユ17形キハユ1702・1703に改造されたが、1984年2月のダイヤ改正で島原鉄道の郵便荷物輸送が廃止され、この2両は1984年12月に廃車となった。
残るキハ16・17形も国鉄キハ20系譲受車の入線により1987年までに全廃されている。

### 関東鉄道（車体更新車）

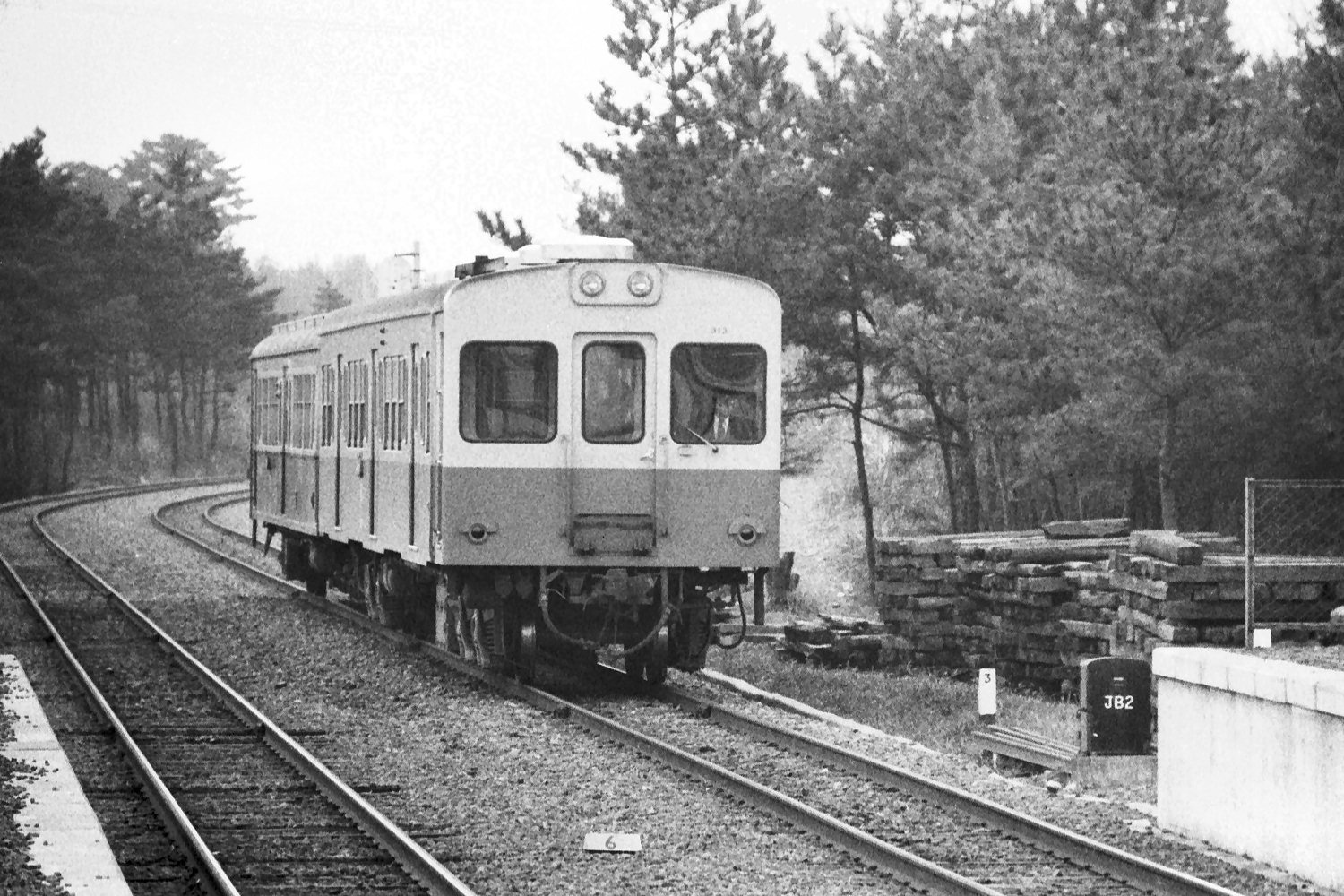
関東鉄道キハ310形キハ313、寺原駅（1978年）

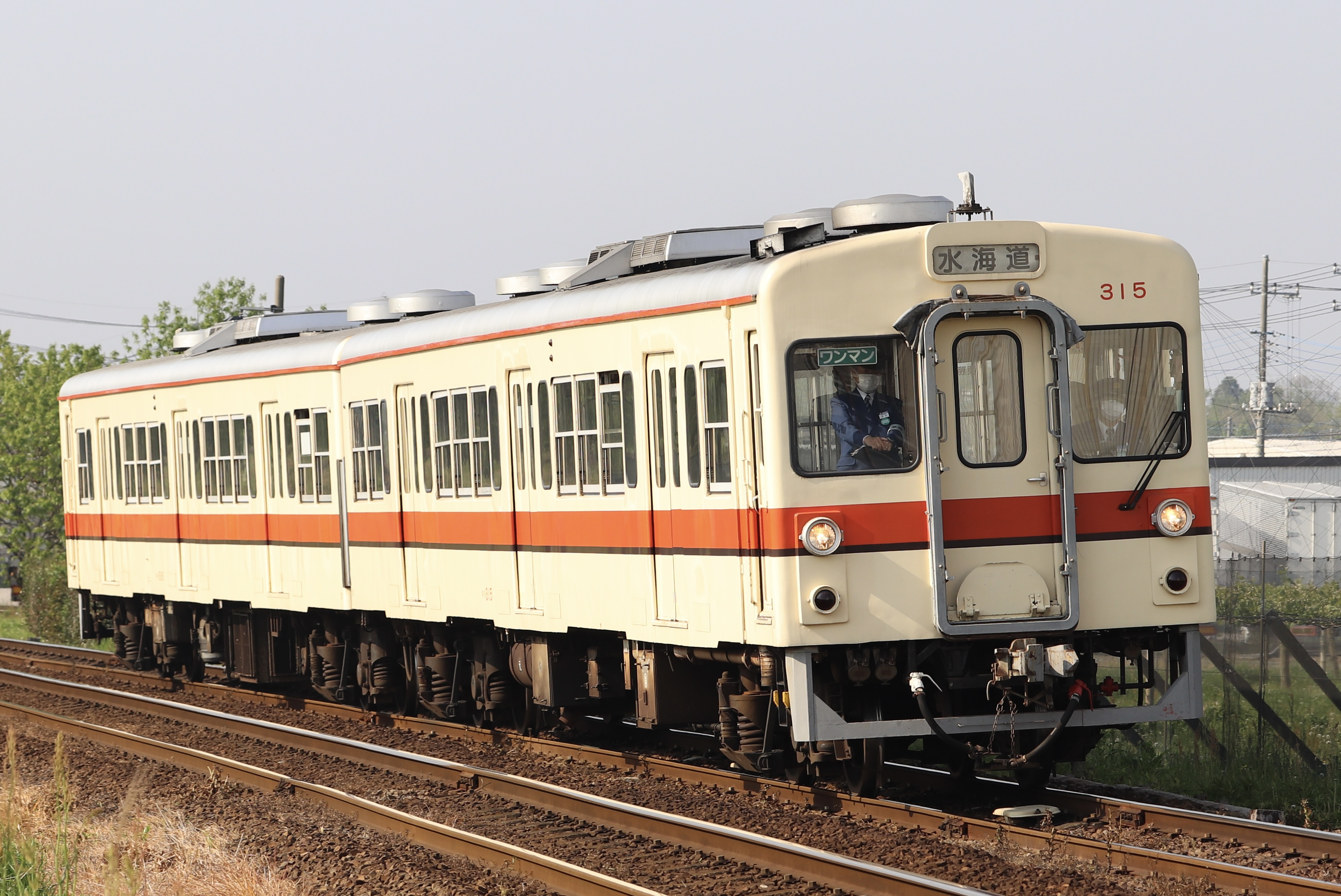
冷房化、機関換装、方向幕設置後のキハ315（2020年）

関東鉄道では1976年から1978年にかけて国鉄よりキハ16・17形を譲受し、走行機器を流用の上で新製車体と組み合わせキハ310形キハ311 - 318とした。
キハ311・312は1977年に大栄車輌で、キハ313 - 316は1977年に新潟鐵工所で、キハ317・318は1979年に新潟鐵工所で改造された。車体は両開き3扉の通勤型となり、前面は貫通型で上部に前照灯2灯を配していた。台車はキハ318が種車時代にDT22系に交換されており、他の車両はDT19系のままであったが、1983年にはキハ318以外の7両もDT22系台車に交換された。
1992年6月2日に取手駅で発生した衝突事故以降は貫通路を乗客が通り抜け可能なよう幌枠・貫通幌が設置されたほか、機関換装時に前照灯を前面窓下部に移設して旧前照灯部分に行先表示幕が設置された。このほか客用扉のステンレス大窓化や前面スカート設置も行われている。
1996年にはキハ2100形の増備によりキハ311・312の2両が廃車となった。残る6両は1998年より機関をDMH17BからDMF13HZに換装、1999年からは冷房化された。2019年にはキハ313・314が廃車となり、残る4両が平日ラッシュ時用として残存したが、2023年までに全車廃車となった。

## 保存車両
| 番号                  | 所在地                                                  | 備考 |
| --------------------- | ------------------------------------------------------- | --- |
| 南部縦貫鉄道 キハ104  | 青森県上北郡七戸町字笊田 旧南部縦貫鉄道七戸駅跡         | 旧番号キハ10 45。唯一の動態保存車。 |
| キハ11 25             | 埼玉県さいたま市大宮区大成町3丁目47 鉄道博物館          | 国鉄から茨城交通に譲渡されキハ112として使用されていた。2004年に茨城交通で廃車後、復元され保存されている。当初は動態保存車両として、イベント時にエンジンがかけられることがあったが、2017年3月18日以降は静態保存。         |
| 鹿島臨海鉄道 キハ1001 | 千葉県香取市佐原ロ 佐原つり堀センター →個人(原則非公開) | 2023年11月から個人(原則非公開)が所有する |
| キハ48036             | 愛知県名古屋市港区金城ふ頭3丁目2-2 リニア・鉄道館       | 国鉄（キハ11 26）から茨城交通に譲渡されキハ113として使用されていた。1995年に導入時の塗装に戻されてさよなら運転ののち廃車となり、旧番号に戻して佐久間レールパークに保存された。佐久間レールパーク閉園後に移設されている。 |
| キハ10 18             | 京都府与謝郡与謝野町字滝941-2 加悦SL広場                | 1980年に加悦鉄道に譲渡後、同鉄道廃止まで使用された。 |